# 대한민국의 농업

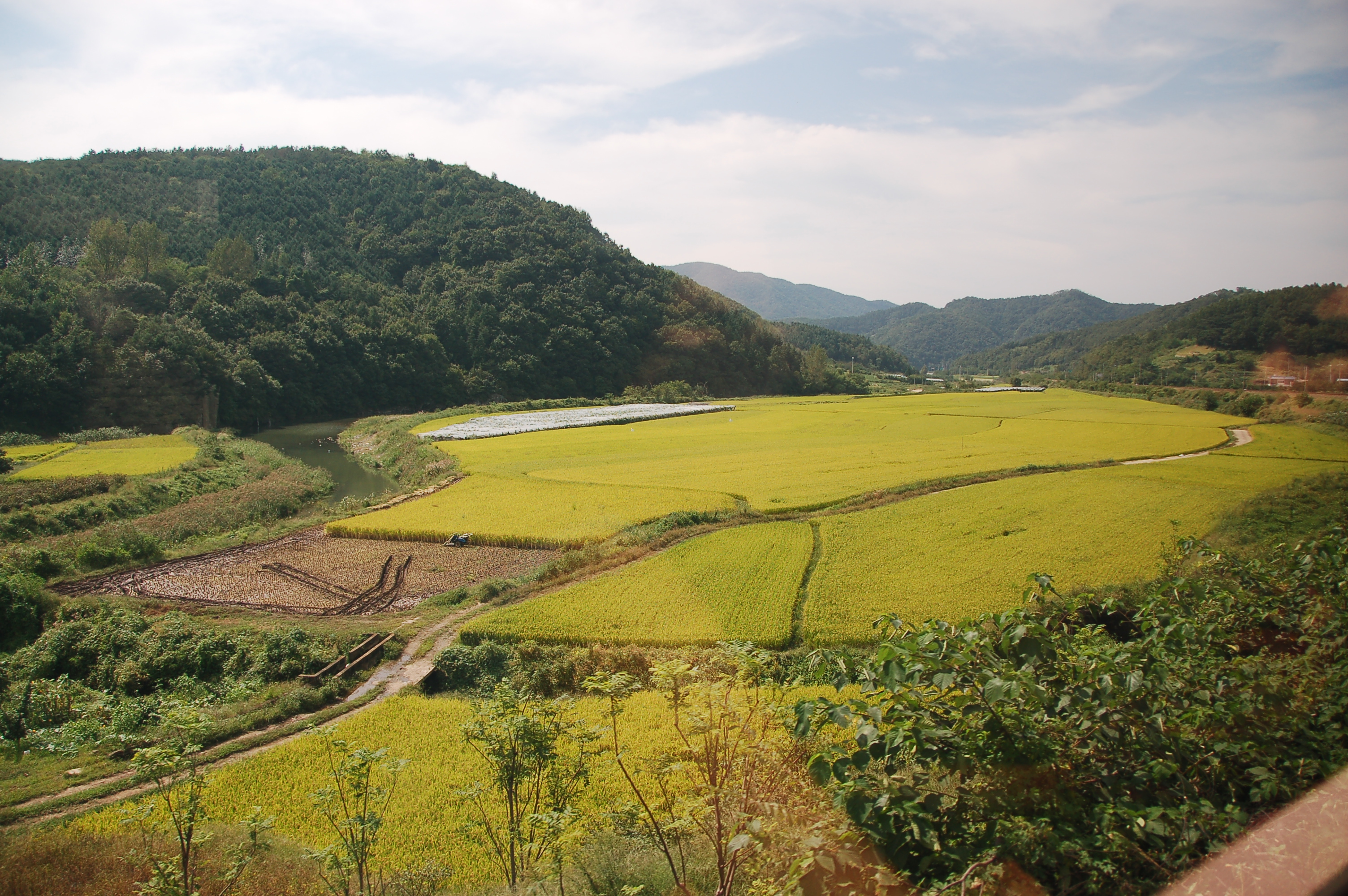
대한민국 경주의 경작지(2006)는 벼농사가 주를 이루는 토지를 집중적으로 이용하고 있다.

남한의 농업은 대한민국 경제의 한 부문이다. 한국 농업은 농업, 축산, 임업, 어업으로 구성된 한국 경제의 기초 산업이다. 건국 당시 한국은 전체 인구의 80% 이상이 농업 생산에 종사할 정도로 전형적인 농업 국가였다. 이승만 정권하의 토지 개혁, 박정희 군사 정부 하에서의 경제 활성화와 1980년대부터 시작된 세계 무역 자유화의 물결 이후 한국 농업은 극적인 변화를 겪어 왔다. 한국은 녹색 혁명을 통해 1978년 주식인 쌀을 자급하게 되었고, 1996년에는 일본에 이어 아시아 국가 중 최초로 세립 재배로 농업을 기계화하였다. 한국 농업의 발전은 비료, 농기계, 종자 등 농업 관련 산업의 발달로도 이어졌다.

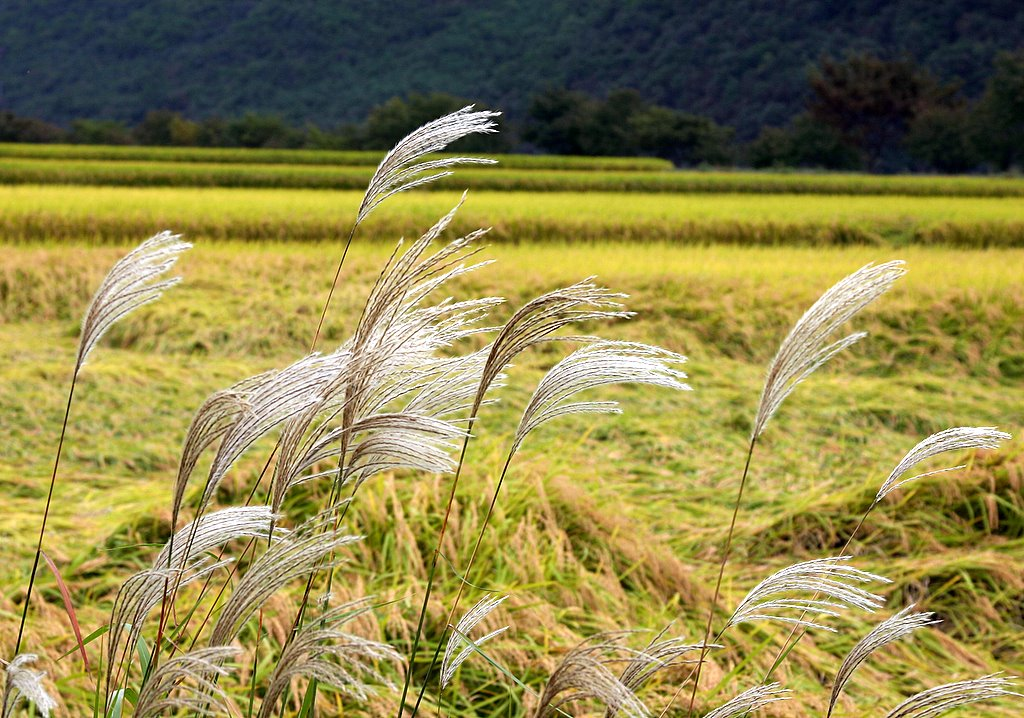
생산성 높은 논밭을 보여주는 안동하회민속촌(2005)

남한의 농업에 필요한 천연자원은 풍부하지 않다. 국토의 2/3가 산과 구릉이다. 경지는 국토의 22%에 불과하다. 세계에서 1인당 경작지가 가장 적은 국가 중 하나이다. 한국은 자급자족이 많은 쌀과 감자를 제외하고 농산물 자급률이 매우 낮고, 기타 식량의 85%를 수입해야 한다. 또한 한국은 쇠고기, 어패류, 과일, 가금류, 우유의 20% 이상을 해외에서 수입하고 있으며, 설탕과 달걀만 자급하고 있다. 1980년대 이후 한국 농업의 구조조정으로 식량작물의 면적은 감소하는 경향을 보인 반면, 고부가가치 작물인 채소와 과일의 면적은 플랜테이션 산업에 비례하여 증가했다. 한국에서 가장 중요한 작물은 쌀로 국가 전체 곡물생산의 약 90%와 농가소득의 40% 이상을 차지한다. 기타 곡물 제품은 타국으로부터의 수입에 크게 의존한다. 농장의 규모는 소규모 가족 소유 농장에서 대기업에 이르기까지 다양하지만, 대부분이 소규모이며, 생존을 위해 정부의 지원과 서비스에 크게 의존한다.
1960년대 들어 우리나라 경제는 빠른 속도로 성장하기 시작하면서 "한강의 기적"이 일어났다. 2005년 우리나라 GDP에서 농업이 차지하는 비중은 건국 초기 50%에서 2.9%로 하락하였다. 도시화와 산업화로 우리나라 농업인구는 소멸되고 고령화되어 1970~2000년 농업 취업자 비중이 50%에서 8.5%로, 2008년에는 7%로 하락하였다.

## 역사

### 초기역사

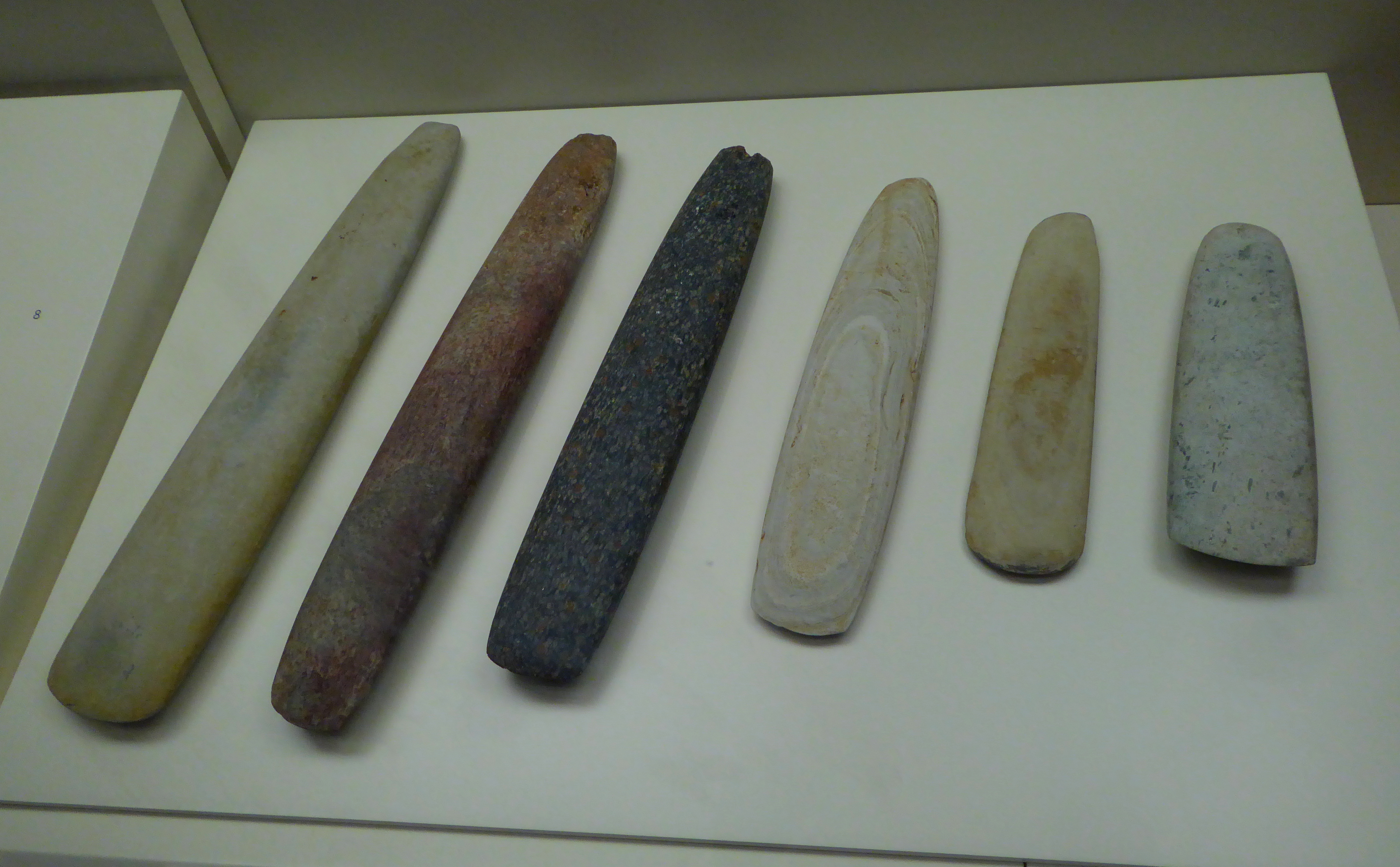
경북 울진의 고급 신석기 연마석도끼

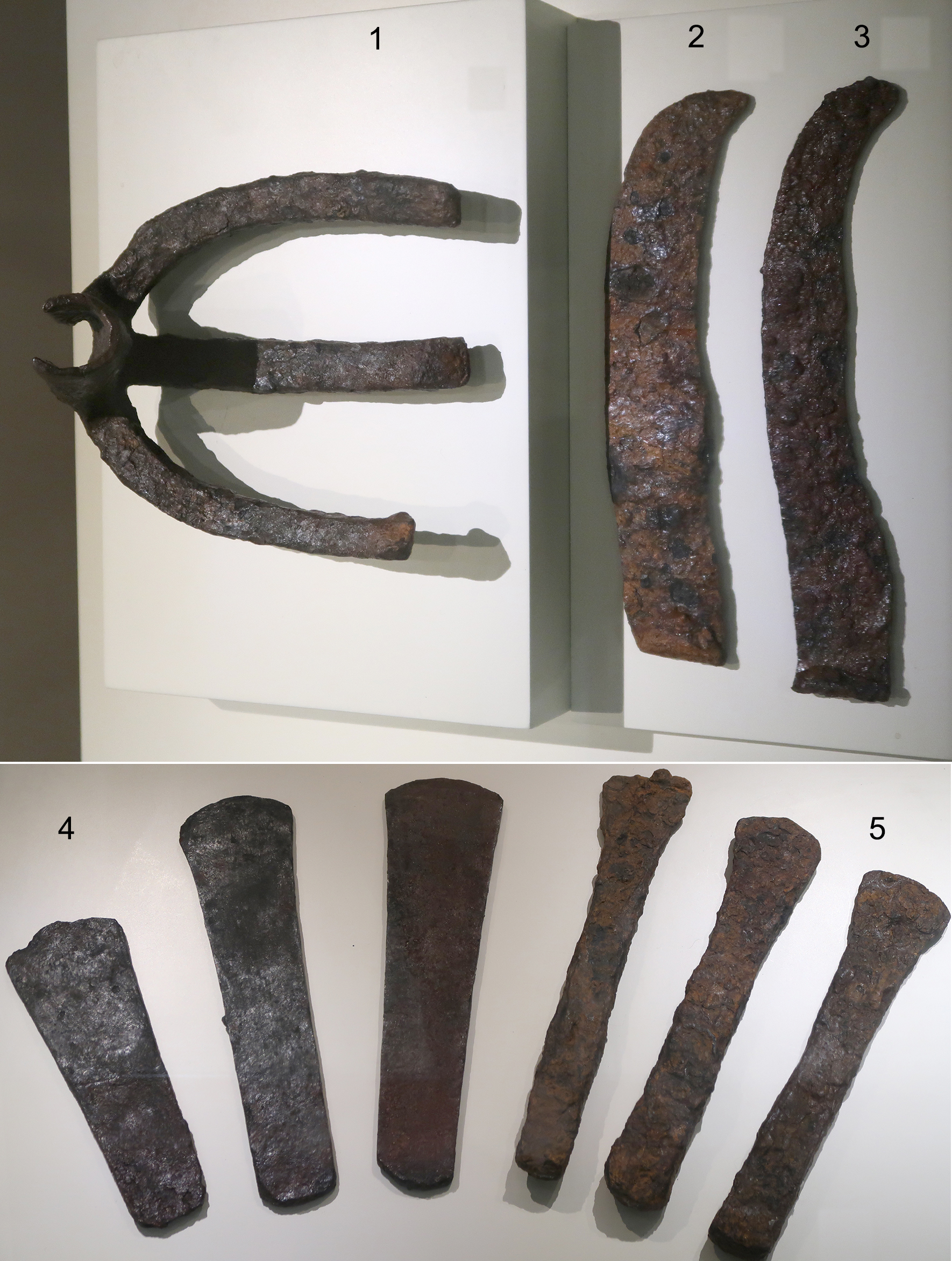
1세기 한국의 철제 도구: 갈퀴, 낫, 도끼. 발견된 낫들은 변화된 심기와 수확 양식에 대한 추측을 낳는다.

구석기 시대(한국에서는 약 1만 년 전부터)에 한반도에서 사냥과 채집이 이루어졌다. 함경북도에는 신석기 시대에 발굴된 곡물 분쇄기와 다양한 종류의 곡괭이들이 있어 그곳에서 원시적인 농업 경작이 시작되었음을 알 수 있다. 낮은 생산성 때문에 사냥과 채집은 여전히 주요한 생존 수단이었다. 정착된 생계형 농업과 혼합 작물 재배와 대량 물고기 포획이 있는 복잡한 사회가 한국의 신석기 시대 유적 500여 곳에서 도출된다. 철문/절문 유적이 그 예이다. 초기 작물로는 기장과 쌀이 있다. 그러나 한국에서 국내에서 쌀 재배의 정확한 날짜는 초기부터 논란이 되어 왔다. 기원전 3,000년 이후(신석기 후기)에는 드물지만 청동기 시대 이후(한국에서는 1300년 - 300년)에는 매우 빈번하게 받아들여지고 있다. 또한 송국리의 청동기 문화가 수렵 채집 위주에서 벗어나 쌀 재배 전략의 변화를 보여주는 증거라고 주장되고 있다. 청동기 시대에 청동 농기구의 생산은 수렵 채집에 대항하는 농업의 중요성을 보여준다. 송국리의 쌀 유적으로 볼 때, 이 시기에 쌀은 역사적으로 사치/화폐가 아닌 공동체의 식량이었던 것으로 여겨진다. 철기 시대가 시작되면서 관개된 쟁기 농업 방식이 등장했고 생산성이 더욱 향상되었다. 철제 낫은 긴 곡물의 매실 쌀 품종이 함께 숙성되고 함께 수확되었음을 보여주는 것으로 여겨진다.

### 8세기부터 14세기까지
신라시대(기원전 57년-935년)에는 더 나은 종자의 보급 확보, 관개 및 해충 구제를 위한 정부 계획이 있었다. 초기 농경 연구와 농업 관행 개선 수단은 신라 성덕 시대 (서기 722년)의 공공 농업에서 확인할 수 있다. 9세기 초 신라의 흥덕은 당나라에서 인삼 종자를 들여와 지리산에서 실험적으로 재배하는 것을 확보했다. 이때 차와 비단도 전파되었다.
고려시대(918-1392)에는 다양한 농기구(거미, 쟁기, 삽)가 발명되었고 물레는 남중국으로부터 도입되었다. 1365년에 목화는 베트남 지역으로부터 재배를 위해 도입되었다.

### 조선시대

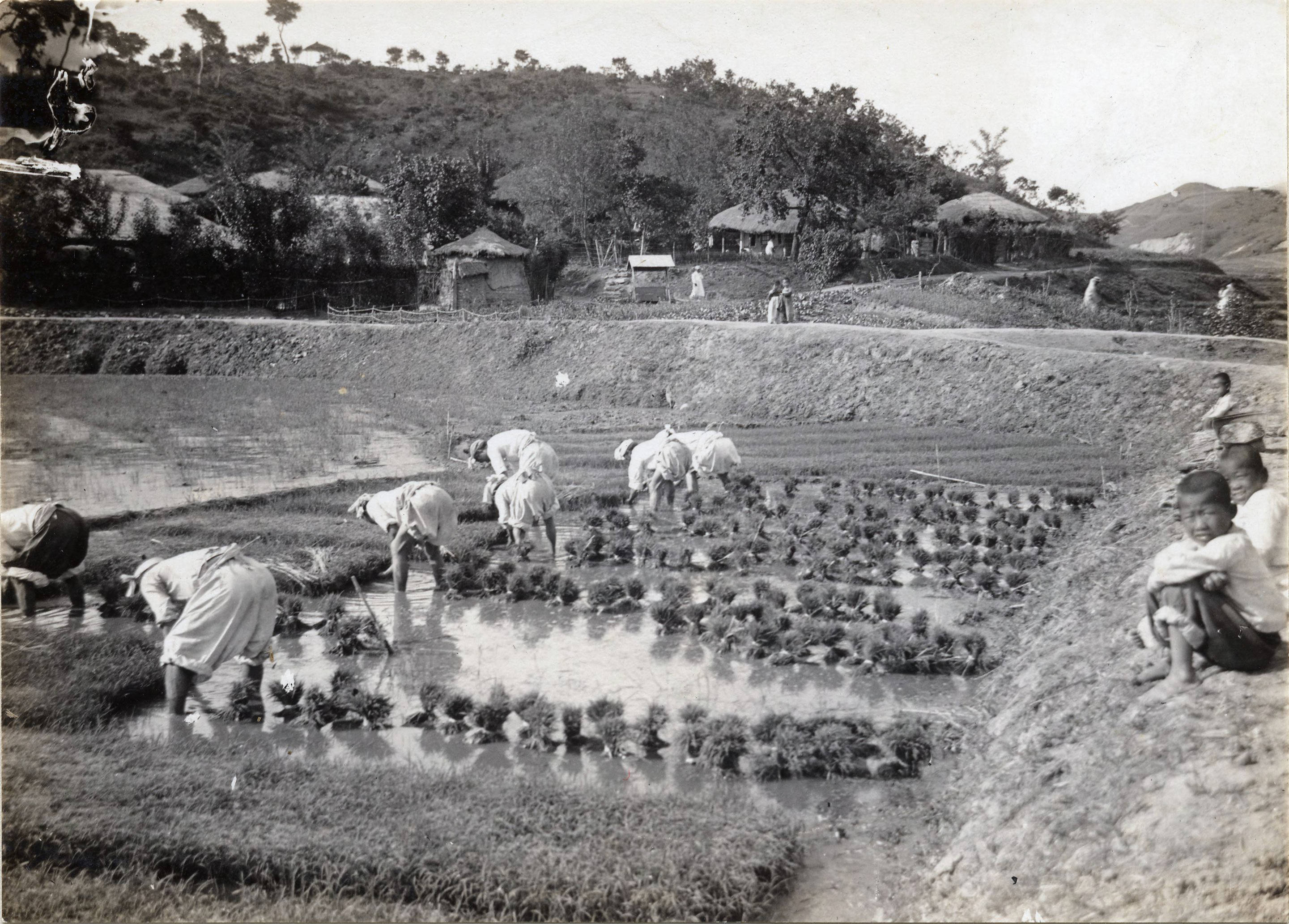
20세기 초에 촬영된 손으로 재배하는 방법에 의한 이식. 이는 높은 수준의 농촌 인구를 필요로 하는 느리고 노동집약적인 작업이라고 볼 수 있다.

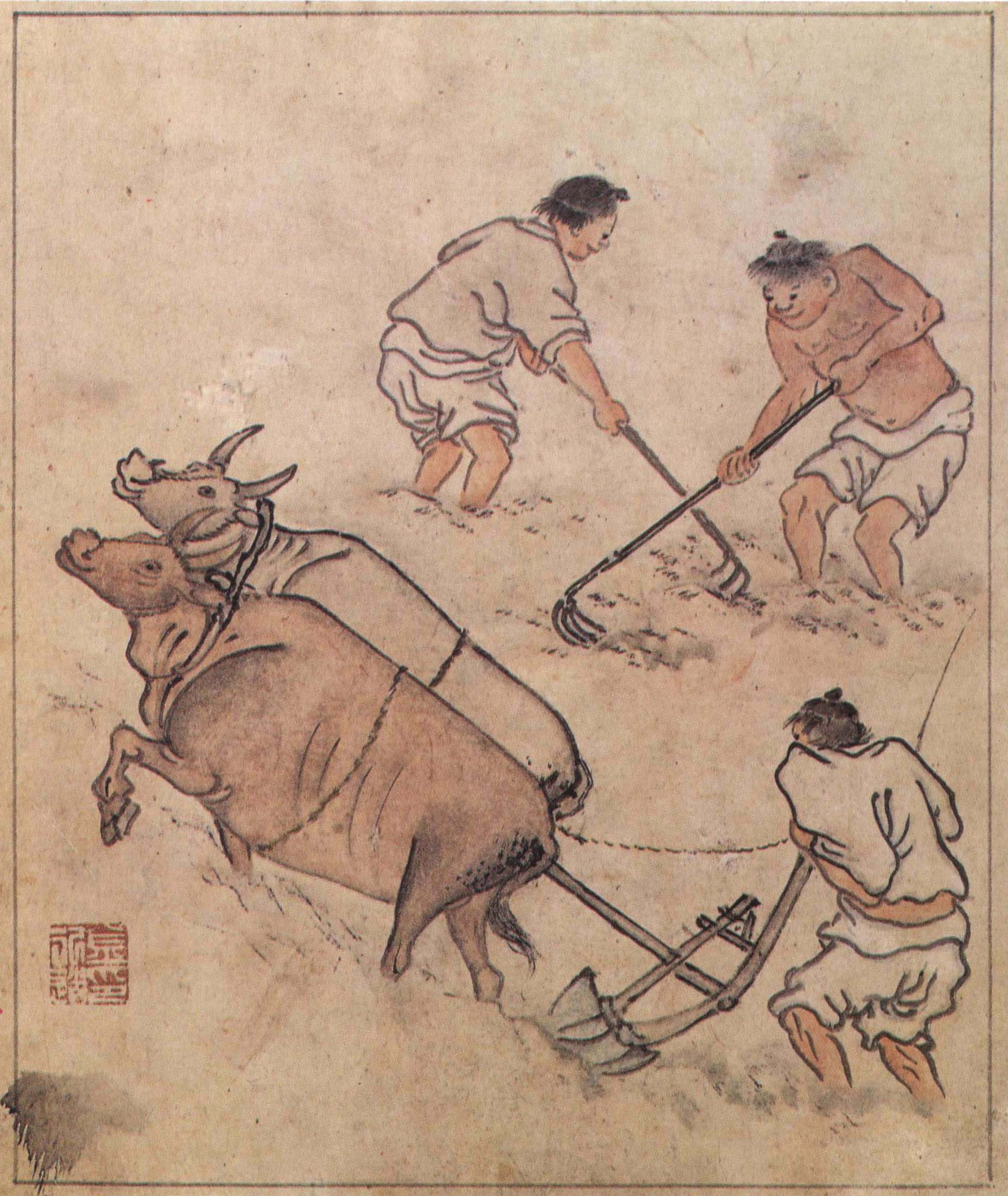
논갈이, 김홍도, 단원 풍속도첩(보물 527호)

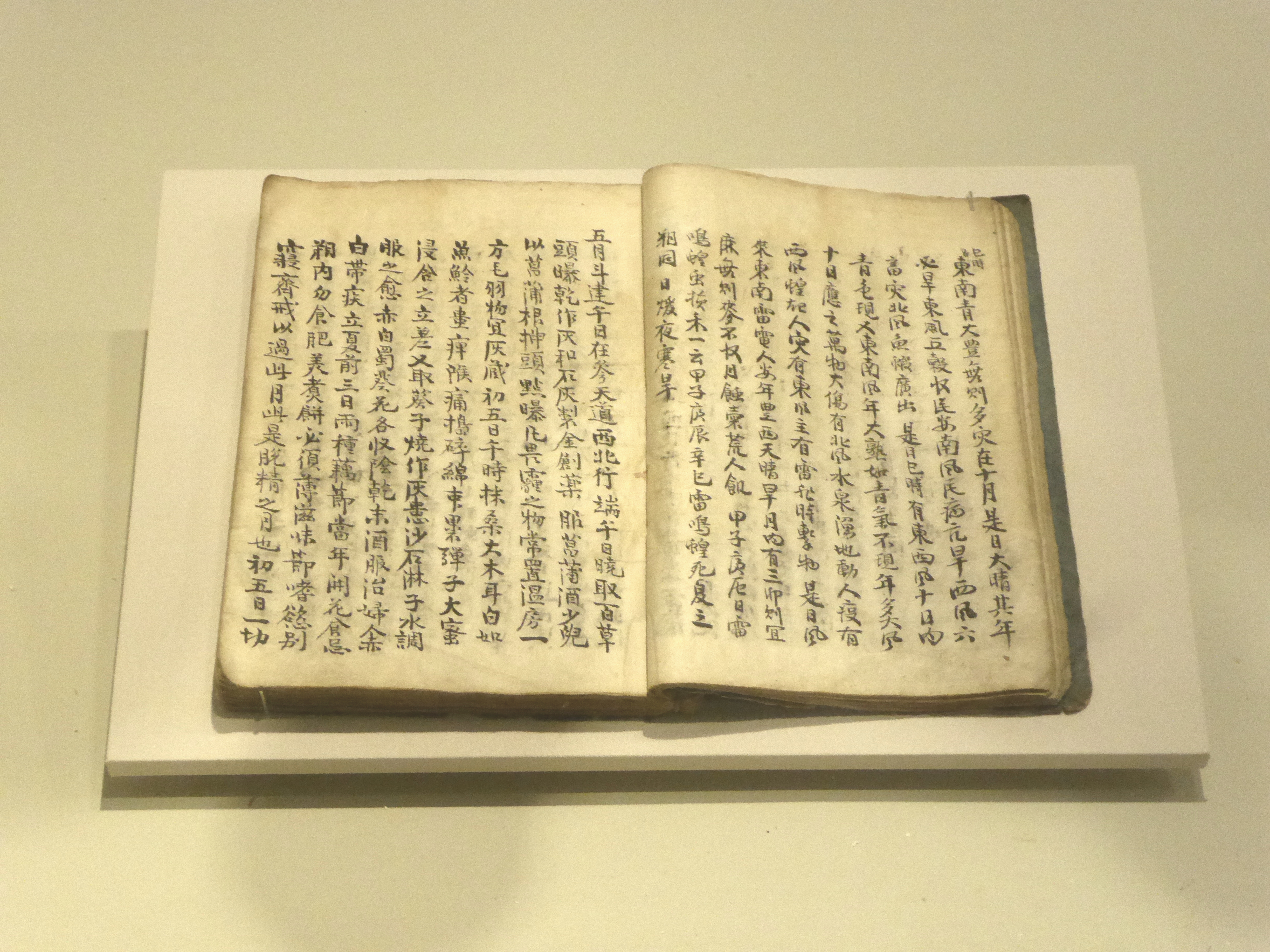
이 16권의 『증보살림경제』(1766)는 의사 유정림의 『개정농원관리』에 수록된 것이다.

『농사직설』에 의하면, 15세기에 남한에서 가장 광범위한 농업 경작은 황미, 기장, 콩, 쌀 순이었고, 밀, 인삼 등의 작물이 그 뒤를 이었다. 16세기 중반에 이르러 이앙법은 점차 일반적인 논 경작 방법이 되었다. 이앙법은 18세기에 톈수이 논(비가 와야만 관개할 수 있는 논)으로 확장되었을 뿐만 아니라 논 농업과 건지 농업에도 사용되었다. 원래의 직접적인 모내기 방법도 개선되었다. 비료 기술은 16세기부터 시작되었고, 18세기부터는 관개와 혼합 작물의 이중 작물 재배가 높은 수확량을 보장했다.
농경사회의 글쓰기는 18세기와 19세기 초에 번성하였다. 박지원은 한국에서 생산방식을 개선하고자 시도한 여러 현대 작가들 중 한 명이었다.
조선시대에 농업은 다시 더 발전된 수준으로 발전했지만, 산림 황폐화는 가정의 난방 시스템을 태우는 장작의 주요한 결과였다. 18세기에, 113권의 한국 농촌 생활 백과사전의 저자인 합리주의자 학자 서유구는 난방 시스템(온돌)의 거대한 비용과 환경적인 영향에 대해 불평했다. 19세기까지, 온돌로 인해 산 전체가 벌거벗겨지고 비가 오면 산사태가 일어나 농작물이 파괴되었다. 세종의 지리 기록에 따르면, 경기도와 다른 지역의 초기 농경지 비율은 28% 대 72%로 추정되는 절대적인 이점이 있었다.

### 20세기
일제강점기 (1910-1945)
1907년부터 일본인들은 합법적으로 한국의 농지를 소유할 수 있었다. 동양척식주식회사(일본인 회사)는 최초 10년 계획 하에 한국 땅을 통제하기 위한 목적으로 1908년에 설립되었다. 1916년까지 그 회사는 약 104,000 헥타르의 한국 농지를 소유했다. 총독부 토지조사국은 소유권과 경계에 대한 기록에 착수했는데, 이 과정은 교육받은 양반들이 그들의 이익을 위해 그 제도를 이용하도록 하였고, 약 331,748명의 농부들이 그들이 땅이 없고 다른 사람의 땅에서 일할 필요가 있다는 것을 알게 하였다고 한다. 1910년에서 1925년 사이에 278,000명 이상의 농부들이 만주로 이주하였고, 126,000명이 더 일본에서 비숙련 노동 일자리를 위해 떠났다. 현대화 및 생산 증대를 위해 고안된 일본의 재정 정책은 생산이 증가하였지만 일본으로의 식량 수출에 보조를 맞추기 위해서는 그렇지 않았다. 만주에서 수입한 조곡으로 한국 식량 격차를 해소하기 위해 노력하였으나 극심한 빈곤과 조선인 농민층(조선 인구의 73.6%)의 상시적 기아가 발생하였다.
일본인들은 1920년경 수원에 최초의 한국 농업 대학을 설립했다. 그 대학은 각각 특정한 초점을 두고 학생들을 위한 스테이션(Station)을 운영했다. 따라서 예를 들어, 누에고치 스테이션, 산림 스테이션, 농업 실험 스테이션, 동물 보호 스테이션이 있었다. 약 4분의 1의 학생들이 한국인이었다.

#### 제2차 세계대전이후
1945-1960년 기간에는 매년 농가 생산량의 증가가 이루어졌다. 이 시기의 농업은 전쟁의 붕괴뿐만 아니라 토지 재분배, 농촌 빈곤 및 늦은 투자를 경험하였다.
남한에서 소작지를 폐지한 1949년 농지개혁법은 토지 소유권의 변화에 영향을 주기 위한 것이었다. 새로운 법에 따라 정부는 지주들로부터 토지를 매입한 다음 각 농민에게 최대 3헥타르의 토지를 할당했다. 그 이전 4년 동안에는 44%의 소작지가 매각되었다. 나머지 56%는 개혁에 따라 재분배되었다. 이는 약 47만 헥타르의 농경지에 영향을 미쳤다. 소유자-운영자는 1945년에 전체의 14%였고, 1965년에는 70%로 증가했다.
한국전쟁 직후인 1950~1953년 동안 정부 정책은 많은 사람들에게 농업에 대한 투자를 허용하지 않았는데, 이는 국방과 재건에 대한 재투자가 절실했기 때문이다. 지출의 10% 미만이 농업에 사용되었고, 대부분 미국의 관개 및 비료 구매를 위한 복구 작업에 국한되었다. 미국의 곡물 수입은 식량 격차를 메웠다.
1957년 950만 헥타르의 경작지 중 21%는 임야, 17%는 고지대, 8.6%는 논, 7.7%는 기타 용도로 사용되었다. 토지는 어디에도 가축의 목초지로만 사용되지 않았다. 농부당 경작 면적은 1.1에이커였다. 1953-7년에는 농업에 대한 5개년 계획이 수립되었고, 1958년부터 5개년 계획이 추가로 수립되었다. 토지에 대한 개선과 자금 조달은 1957년 농업지도법에 의해 마련되었다. 농업학교(1957)에 이어 1958년(1957년 농업은행법 이후)에는 전문 농업대출은행이 설립되었다. 운영 첫 해(1958년)에는 쌀 작물을 담보로 78,856만 환을 대출했다. 1958년에는 농민협동조합연합회가 출범했다. 1957년 산림으로 분류된 넓은 지역이 침식으로 49%의 황무지가 포함되었고, 나머지 산림은 나무로 얇게 덮여 있었고, 그 절반은 묘목에 불과했다. 황폐화의 원인은 나무, 잎, 목재를 태우는 한국의 전통적인 바닥 난방이었다. 1950년대 후반에는 이것이 연간 1,600만 톤의 장작을 소비했다.

#### 1960년 이후
1960년대 초 식량 생산 확대를 위한 정책의 전환은 농업에 대한 투자를 전체 정부 지출의 20%로 규모화하는 것으로 이어졌다. 이러한 상이한 정책은 1962-1966년과 1967-1971년의 자생적 경제 확대 5개년 계획에 반영되었다.
농협중앙회(NACF)는 농업은행, 농업투입요소 공급, 농산물 판매 등을 담당하는 전국적인 조직이다. 농협중앙회는 1961년 "농업인의 경제적, 사회적, 문화적, 지위를 향상시키고 농업의 경쟁력을 높여 농업인의 삶의 질을 향상시키고 국민경제의 균형발전에 기여한다"는 목적으로 설립되었다. 1962년에는 농촌진흥청이 설립되었지만 산업 임금의 절반 이상이 식료품에 소비되는 경제에서 인플레이션을 방지하고 인건비를 낮추기 위해 곡물 가격을 낮게 유지했다. 식량 수입이 자급률의 95%를 차지했다.
제2차 세계대전 후의 토지평준화 제도 개혁에 따라 남한의 정책은 일본의 관리와 시민들이 점유하던 토지를 개간하여 남한의 농민들에게 할당하였다. 농지개혁법을 공포하여 농민들로부터 3헥타르 이상의 토지를 저가에 매입하고, 이를 임차인들에게 저렴하게 매각하였다. 이러한 농지개혁을 거쳐 남한은 기본적으로 토지평준화 제도라는 목표를 달성하였다.
그다음 단계는 토지를 집중적으로 분배할 수 있도록 지원하는 것이었다. 1961년 이후 15년 동안 남한은 농업국에서 공업국으로의 전환을 완성했다. 정부는 점차 토지 매매에 대한 규제를 완화하고 적극적인 노동자 농민들이 토지를 반환하도록 장려하기 시작했다. 농업에 종사하는 농민들도 사업 규모를 확대했다.

#### 1970년 이후

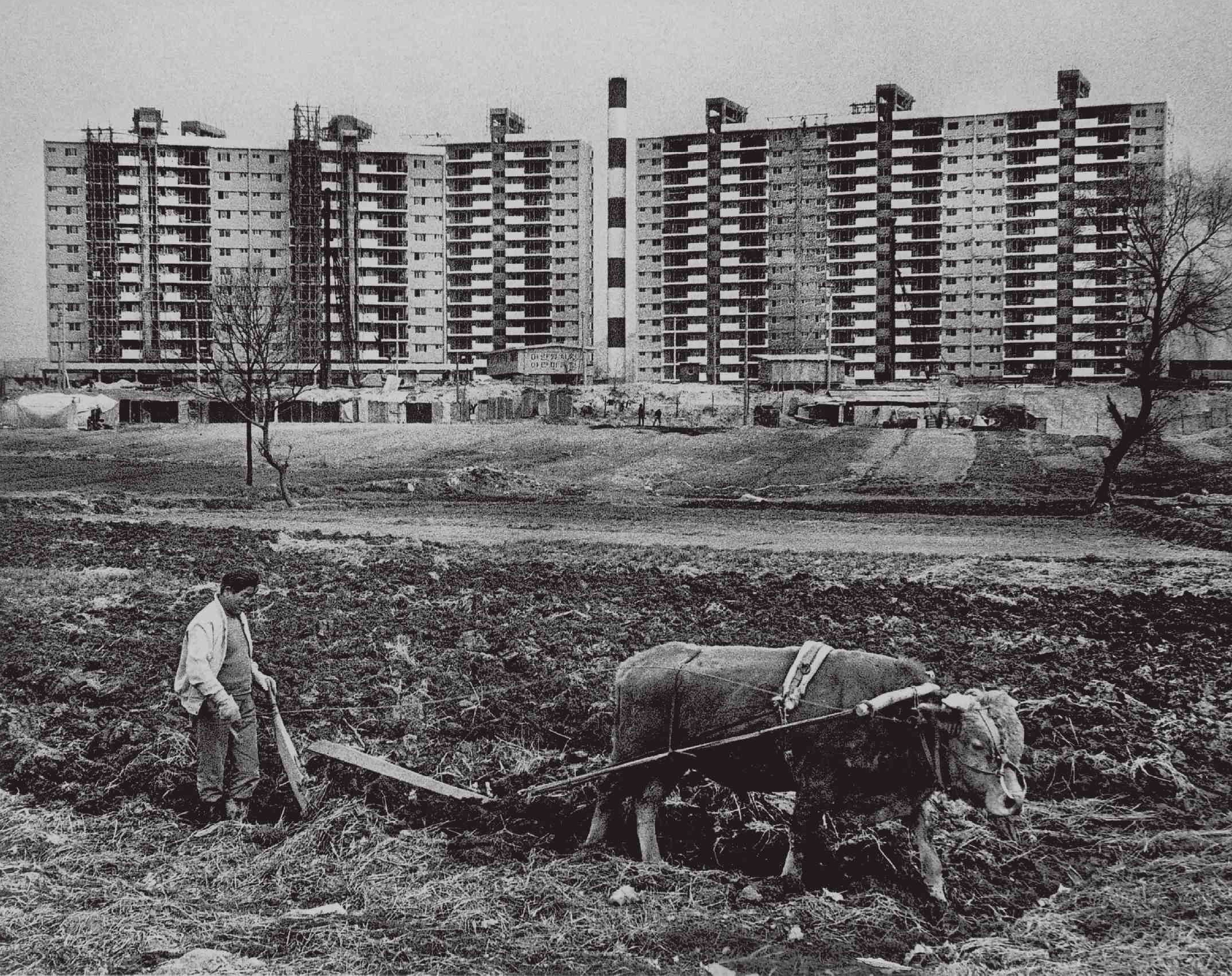
1970년대에는 도시 지역의 확장과 식량 생산의 축소가 정책적으로 이루어졌다. 이 사진은 서울이 그의 땅으로 확장하기 전 마지막 계절에 쟁기질을 하는 농부의 모습이다(1978).

1970년대 농업 확대를 위한 정책으로는 농촌 산업 인프라 개발 촉진을 위한 새마을 운동이 있었다. 곡물 가격 인상은 허용되었고 식량 수입은 제한되어 국내 생산량의 격차만을 충당할 수 있었다. 이 정책에는 곡물 생산자에게는 정부의 수매 가격을 높이지만 산업 노동력 소비에는 판매 가격을 낮추는 내용도 포함되었다. 적자는 한국 은행의 당좌대월 자금 조달로 1970년대 후반 정책 수정이 이루어졌다.

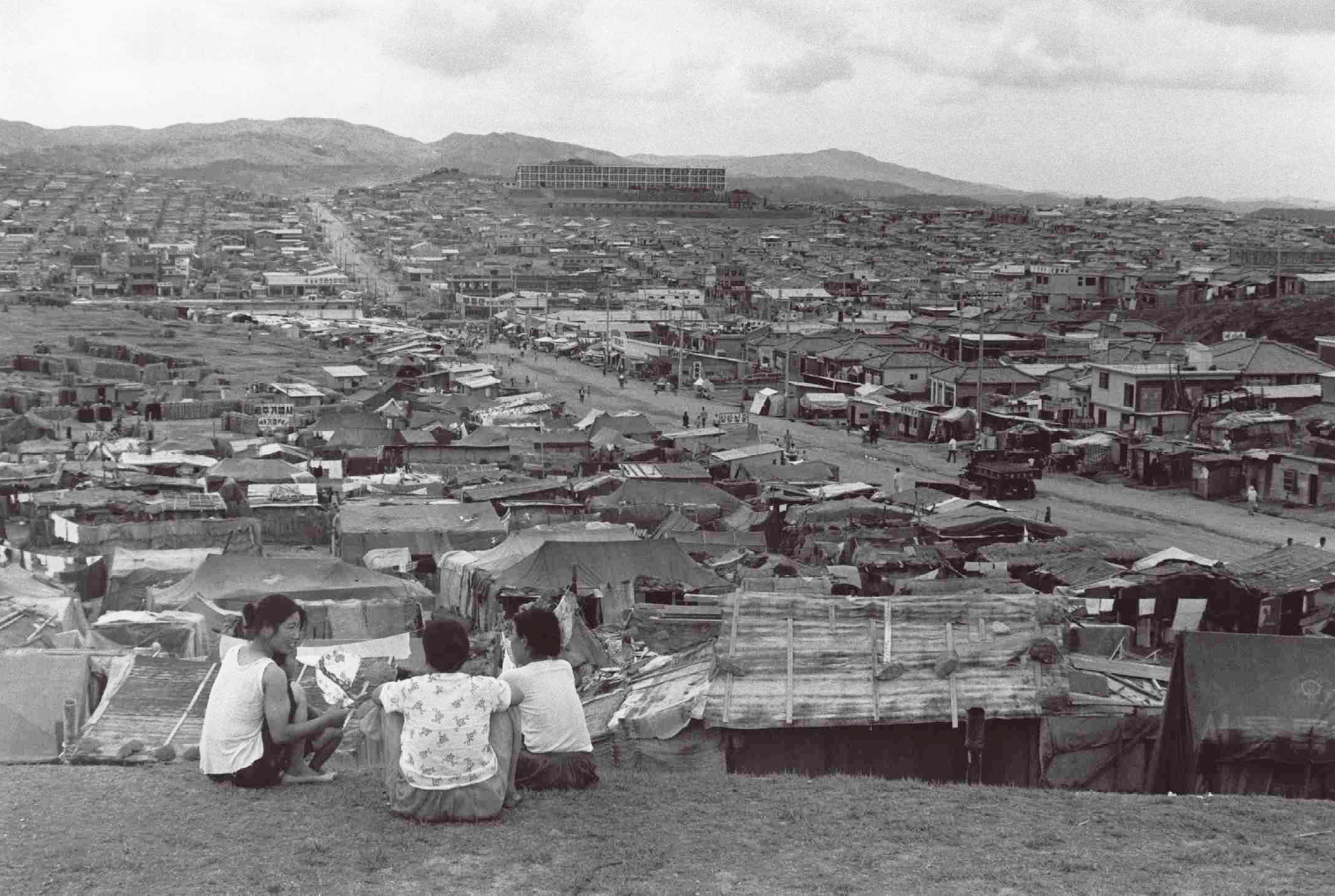
농촌 인구 감소는 도시, 무엇보다 서울의 인구 증가를 빠르게 이끌었다. 농업에 대한 가격 지불은 도시 거주자들을 위한 보호 가격과 결부되어야 했다. 이 사진은 1971년에 찍은 판자촌이다.

1970년대 세계적인 석유파동과 식량난의 발생으로 남한은 1972년 농경지의 다른 용도로의 전환을 엄격히 제한한 농경지 보호 및 이용에 관한 법률을 공포할 수밖에 없었다. 남한은 1975년에 농경지 확대 및 개발 촉진에 관한 법률을 제정하였다.
1980년대 후반 농어촌개발특별조치법이 시행되면서 기업들이 합법적으로 토지 소유에 참여할 수 있도록 독립 가족 농장의 본래 소유에서 벗어나 토지 소유권이 바뀌었다. 한국 농업의 소규모 주주 구조는 규모의 경제를 방해하고 마케팅과 현대화 계획에 참여하는 데 한계가 있었다.

#### 1980년 이후
1981년 농가소득원천개발법은 지가상승을 유발할 수 있다는 우려에도 불구하고 산업체를 농촌으로 이전함으로써 농촌의 비농업 소득을 더욱 증진시키기 위한 것이었다.

#### 1990년 이후
한국은 1994년 농지기본법을 새로 제정하여 토지매매 및 임대에 대한 제한을 더욱 완화하여 최대 100헥타르의 토지를 소유하는 농업회사법인을 설립할 수 있도록 하였다. 새로운 농업용 토지법은 종전의 농업용 토지법과 규정을 통합하였다. 농업용 토지법은 농업인이 토지를 소유하는 것을 원칙으로 하였지만 토지소유권 및 사용권에 대한 제한을 대폭 완화하였다. 정부는 65세 이상의 농업인이 활동하는 농업인에게 토지를 5년 이상 매각하거나 임대할 경우 헥타르당 2,580달러의 보조금을 지급하였다.

### 21세기

#### 일반
20세기 후반 토지 소유와 사용의 일반적 자유화에 이어 2002년 토지 소유에 대한 모든 제한이 마침내 폐지되었다. 기후 변화와 기술이 한국 쌀 생산에 미치는 영향에 대한 2023년 연구에서 비료와 살충제 사용 개선에 대한 농부들의 인식이 필요하다는 결론을 내렸다. 그것은 미래의 식량 안보 문제는 더 효율적인 농부들에게 경작지를 할당함으로써 가장 쉽게 보호될 것을 권고했다. 2023년의 상세한 시장 분석에서 최근의 정책 변화로 인해 농가가 증가하고 소득이 증가하고 있다고 결론을 내렸다. 2020년의 연구는 생산성의 평균 12% 증가가 정부 직불금과 관련이 있으며 효과적인 정책 수단임을 나타낸다.

#### 도시화에 따른 동향
남한의 경제가 빠르게 성장하고 도시화되면서 농경지 면적이 감소하고 농촌 인구가 농촌에서 도시로 이동하였다. 농지가 감소한 것 외에도 쌀 소비율이 감소하여 쌀 수요가 감소하는 현상이 있었다. 이러한 추세는 2022년과 2023년에도 지속되었다. 1980년 1인당 평균 쌀 소비량은 137.7 kg이었다. 2018년에는 1인당 쌀 61 kg만 먹었다. 이러한 감소는 부분적으로 밀 소비량의 상승에 기인한다. 2016년 평균 남한 국민은 33.2 kg의 밀가루를 소비했다.

#### 도시농업
2011년 11월, 정부는 도시농업의 발전 및 지원에 관한 법률을 통과시켰다. 그것은 농지를 더 많이 조성하기 위해 노력하는 국토의 계획 및 이용에 관한 법률에 근거를 두고 있었다. 그 법률의 목표는 "자연 친화적인 도시 환경을 개발하고 도시민의 농업에 대한 이해를 높여 도시와 농촌의 조화로운 발전에 기여하는 것"이었다. 그 법률은 안전한 도시농업의 발전과 그 분야의 활성화를 위해 농림축산식품부장관이 종합적인 5개년 계획을 수립하도록 권한을 부여하고 있다. 농림축산식품부장관과 관련 시·도지사에 의해 매년 진행 상황에 대한 공개 보고가 있어야 한다. 계획은 도시농업위원회에 의해 조사되고, 수정이 필요한 경우에는 도시농업위원회에 의해 검토된다. 장관은 적절한 교육과 기초 물품을 제공할 수 있다. 장관은 또한 도시농업 통합정보시스템을 시작하고 최신화할 수 있다. 그러한 프로젝트에 적합한 입지 유형을 명시한다. 공공 도시농장을 위해 토지를 선택할 수 있다.
한국의 수도이자 가장 큰, 밀도가 높은 도시인 서울은 도시농업의 네 가지 범주를 발전시켰다. 그것은 실내와 실외를 포함하는 개인 주택과 아파트를 포함하는 "주택", 공공 건물의 옥상을 의미하는 "도시 내", 버려진 땅을 사용하는 "농원", 그리고 학교와 대학을 포함하는 "교육"이었다. 도시농업의 개념을 홍보하기 위해, 서울시는 관심 있는 주민들에게 농업 훈련 수업과 물품 (씨앗, 도구, 용기와 같은)을 제공했다. 2015년까지, 서울시는 267개 건물의 옥상에 있는 채소밭의 개발을 지원했고 15,866곳에 43,785개의 상자형 채소 화분을 제공했다.
도시농업의 유무는 500m 이내 지역의 주택가격에 유의한 양의 영향을 미친다. 서울시 도시농업 참여자의 만족도(2017)는 참여기간, 지자체별 공급량, 여성의 참여여부에 따라 뚜렷한 차이를 보인다.

#### 스마트 농업
농부들의 고령화, 농장 노동자의 수 감소, 국내 농장 시장의 약화, 그리고 흔치 않은 날씨 패턴에 대한 도전들 때문에, 한국 정부는 농부들에게 스마트 팜의 아이디어를 홍보해오고 있다. 재정적인 그리고 훈련적인 지원을 제공함으로써, 정부는 "국내 농업의 경쟁력을 강화"하기를 희망했다. 스마트 팜은 실시간 정보를 농부들의 모바일 디바이스로 보내기 위해 정보 통신 기술(ICT)를 사용한다. 비록 정부가 스마트 팜을 홍보했지만, 단지 소수의 농장만이 그 기술을 사용하기 시작했다. 대부분의 농부들은 이 기술을 감당할 수 없거나 "디지털 환경"에 요구되는 기술을 가지고 있지 않을 수 있다. 2019년, 농림부는 스마트 팜 기술을 홍보하기 위해 2,480억원이 예산이 편성될 것이라고 발표했다. 이번 지출은 농촌재생 방향의 총체적 변화를 도모하고, 2021년 현재 절반 이상이 65세 이상인 우리 농업인 기반의 고령화를 균형 있게 상쇄하기 위해 구체적인 성과목표를 가지고 계획되고 있다.

#### 농업계획 2023-2027
2023-2027 농업계획의 주요 초점은 계획 기간이 끝날 때까지 전체 농업인의 10%까지 "젊은" 농업인의 비율(40세 미만을 의미함)을 높여야 한다는 것이다. 장려는 도시 지역에서 이주하는 사람들에게 매월 직접 지급하는 형식을 취하고, 관대한 농장 대출 조건(15년이 아닌 25년 이상 대출)을 취한다. 첨단 기술, AI 지원 및 디지털 농업에 대한 필요성이 요구된다. 교육 및 컨설팅 서비스는 지원을 통해 제공된다. 주거 및 기타 필요에 대한 지원을 위해 1,000억 원의 개발 자금이 지원된다. 2024년에는 4,000명의 젊은 농업인에게 3년 동안 월 110만 원을 지원한다.

## 자원

### 농지

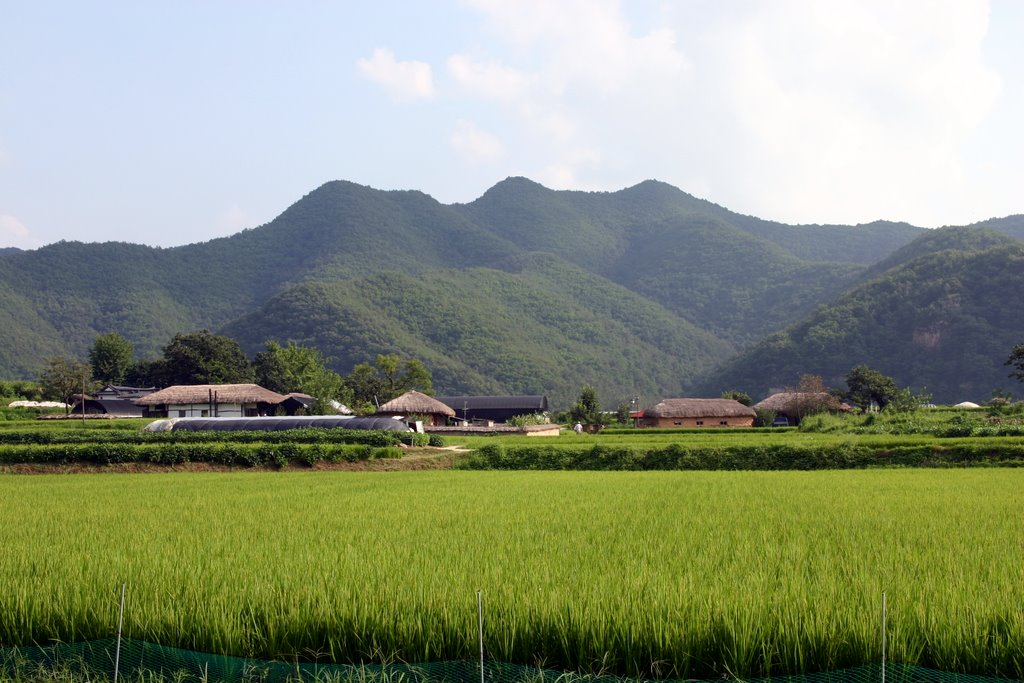
안동의 하회민속촌

도시화와 산업화의 발전에 따라 남한은 경작지의 지속적인 감소로 식량 자급률이 감소하고 있다. 2011년 남한의 논 면적은 약 854,000헥타르로 경작지 면적의 50.3%를 차지했다. 2019년까지(158만 헥타르) 농업을 대체하는 산업 및 주택 용도로 인해 경작지 면적이 29% 감소했다. 2022년 남한의 농경지 면적은 169만 8,000헥타르로 남한 토지 면적의 17%를 차지했으며, 이 중 경작지의 3분의 2는 주로 벼 재배를 위한 논이었다.

### 농업인구

#### 농촌인구의 고령화
남한의 산업화와 도시화가 빠르게 발전하면서 남한의 GDP에서 농업이 차지하는 비중과 전체 인구에서 농업인이 차지하는 비중이 모두 급격히 감소하였다. 1970년부터 2005년까지 남한의 GDP에서 농업이 차지하는 비중은 25.5%에서 2.9%로 연평균 6%씩 감소하였다. 남한의 전체 인구에서 농업인이 차지하는 비중은 같은 기간 49.5%에서 7.6%로 연평균 5.2%씩 감소하였다. GDP에서 농업이 차지하는 비중의 감소보다 농업인구의 감소가 더딘 상황이다. 이에 따라 농업인구의 흑자 전환이 진행되어 왔다. 통계에 따르면 농업의 인구과잉은 40세 이상이 새로운 산업에 일자리를 찾지 못해 농업에 눈을 돌리게 된 것도 원인이다. 농업인구의 평균연령이 높아져 노동력 구조의 경쟁력이 저하된 것으로 볼 수 있다.

#### 농촌인구의 감소
농업 인구가 고령화되면서 남한 농가의 가족 규모와 소득 상황은 악화되어 왔다. 1960년대에는 농가에 기여하는 가족 구성원 수가 평균 6명이었다. 2005년까지 이 숫자는 2.7명으로 감소하였다. 2인 미만의 농가 수는 빠르게 성장하고 있다. 1995년부터 2005년까지 50세 미만의 농가 운영자 비율은 27.9%에서 17.0%로 감소한 반면, 70세 이상의 농가 운영자 비율은 12.7%에서 24.3%로 증가하였다.
그동안 농가와 도시민 간의 소득 격차가 확대되기 시작했다. 1990년대 중반 농가소득은 도시가구 소득의 90% 수준이었다. 2009년까지 이 수치는 66.0%까지 떨어졌다. 2023년 발표된 농가소득 평균 통계는 46,153원이다.

### 농업협동조합

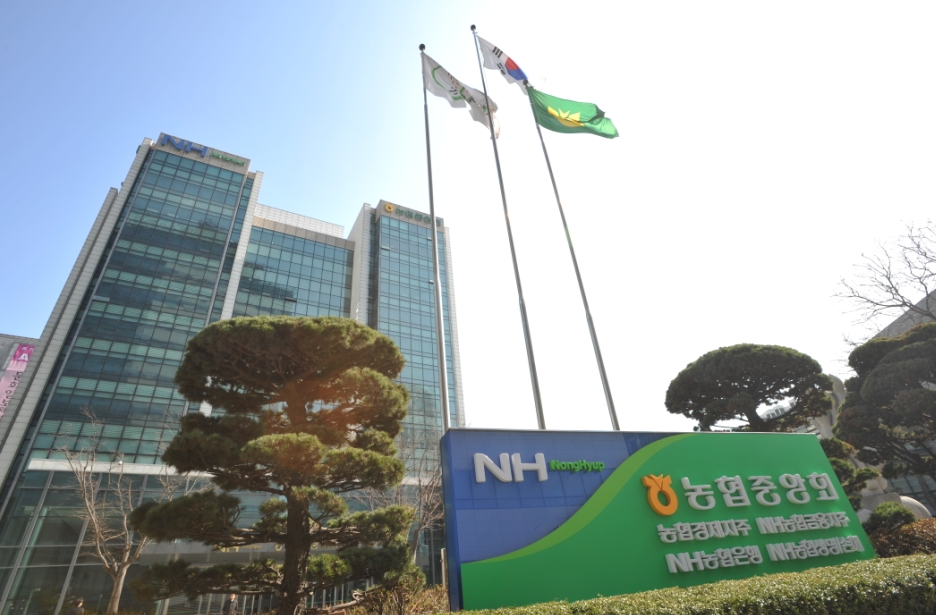
농협중앙회

우리나라 농업가구의 98%가 농업협동조합에 가입되어 있다. 국제적으로 인정받고 있는 우리 농업협동조합의 가장 큰 성과는 부당하게 높은 대출금리 문제를 해결했다는 점이다. 이 문제는 전 세계적으로 저개발 경제권에 널리 퍼져 있는 문제이다.
남한의 농업협동조합은 본래 농산물의 마케팅 등 경제활동만을 담당하는 반면, 금융업무는 농업은행이 담당하였다. 협동조합의 자금조달 문제를 해결하기 위하여 1961년 7월 29일 농업협동조합법을 제정하여 농업협동조합과 농업은행을 통합하여 전국 단위의 농협조직으로 만들었다. 1981년 시영협동조합은 중앙농협의 지부가 되어 독자적인 법인격을 상실함으로써 풀뿌리협동조합과 중앙농협으로 이원화된 체계를 갖추게 되었다. 1999년 2월 5일과 9월 9일에는 새로운 농업농촌발전기본법과 농업협동조합법이 제정되었다. 구 중앙농협, 중앙목축협, 인삼협동조합중앙조합은 하나의 법인격을 가진 중앙농협으로 통합되었다. 풀뿌리협동조합을 지역농협, 지역목축협, 전문농협, 전문농협으로 구분하여 종합적이고 전문적인 협동조합이 서로 상생하고 보완할 수 있도록 하였다.
한국의 농협은 일반적으로 농업 마케팅을 희생하면서 보다 수익성이 높은 은행업에 집중하고 있는 것으로 여겨지며, 1990년대 이후 농업 무역 자유화가 심화되면서 농업인들에게 마케팅 역할이 특히 중요해졌다. 이에 대응하여 농협은 마케팅 사업을 강화할 계획을 세웠다.

## 생산품 종류

### 농작물

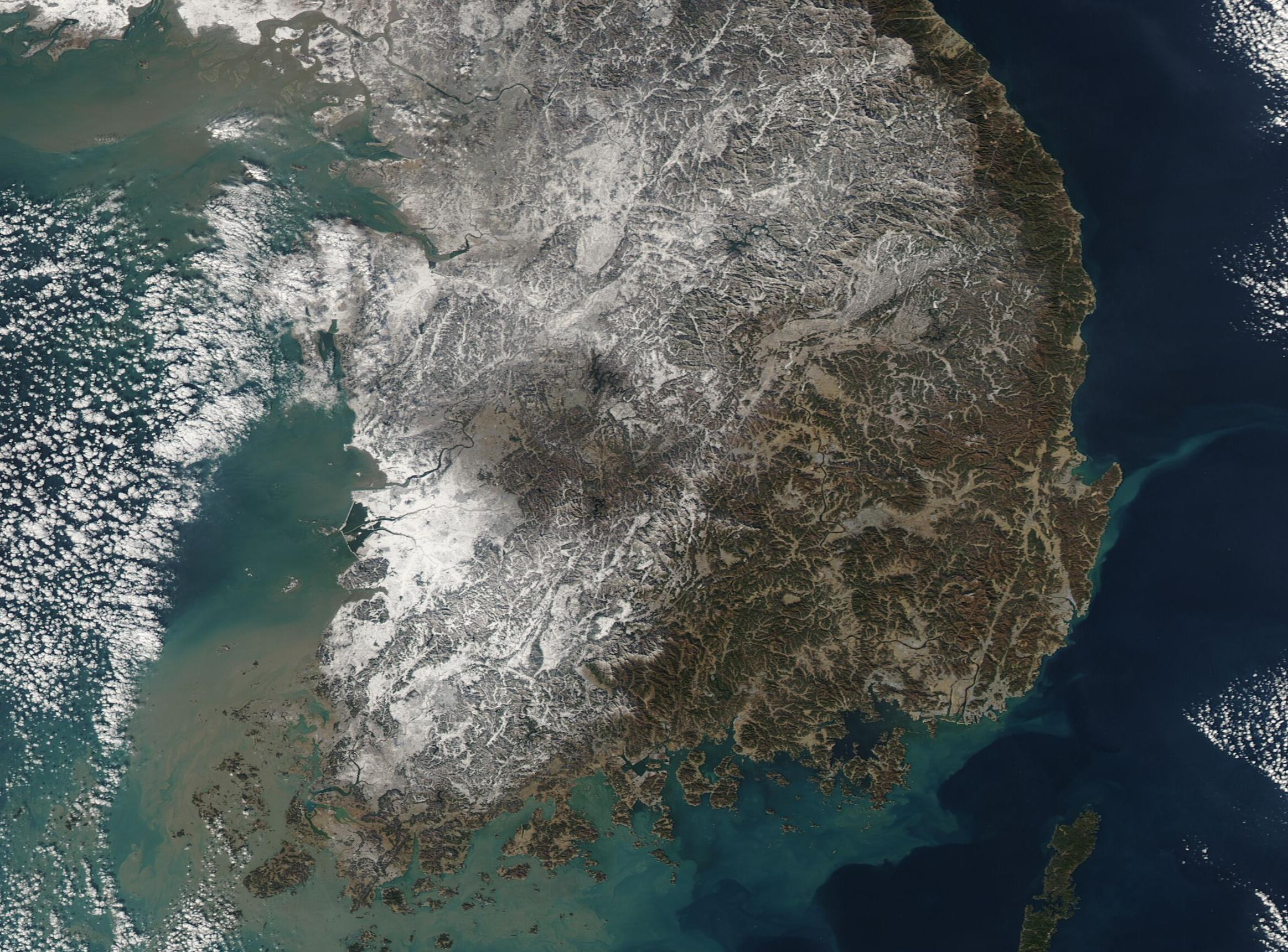
한국의 농업은 추운 겨울을 포함한 사계절을 견뎌야 한다. 이 사진은 2022년 12월 27일 남한에 영하 9도의 눈이 내린 사진이다.

#### 양곡업
한국에서 식량으로 재배되는 주요 작물은 쌀이다. 한국 농업 인구의 80%가 쌀 생산에 참여하고 있으며, 경작지의 54%가 논이다. 1978년 새로운 고수익 벼 품종 육성을 통해 한국은 쌀을 자급자족하게 되었다. 1996년에 논 운영 기계화를 달성했다. 쌀 외에도 한국의 주요 식량 작물은 보리, 콩, 옥수수, 밀이다. 이 작물들은 주로 한국에서 가공에 사용되며, 인간이 소비하는 데는 적은 비율만 사용된다. 자급자족하는 쌀을 제외하고, 한국의 식량 생산 자급률은 매우 낮고 상당한 수입을 필요로 한다. 밀과 옥수수는 자급률이 1% 미만으로 거의 전량 수입에 의존하고 있다. 쌀 이외의 곡물은 2020년 자급률이 20% 미만으로 떨어졌다. 쌀을 포함한 전체 곡물 자급률은 현재 2027년까지 55%로 상향 조정하기 위한 한국 정부의 2023년 정책의 목표이다.

#### 쌀

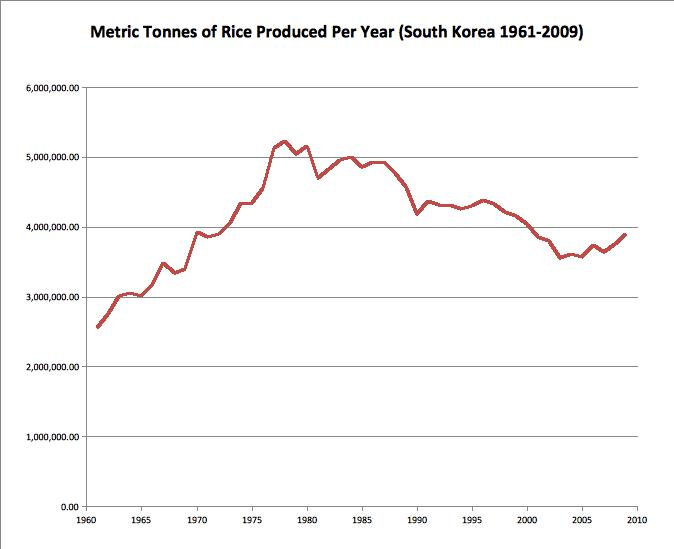
한국의 쌀 생산량 (1961-2009)

#### 쌀 생산, 소비 및 노동 공급 감소
쌀은 남한에서 가장 광범위하게 재배되는 작물이다. 2009년에는 92만 4천 헥타르의 토지에서 재배되어 전국 농경지의 53.2%, 농업 인구의 82%를 차지했다. 21세기 이후 남한의 식생활 습관이 서구화되면서 남한의 1인당 쌀 소비량은 해마다 감소하고 있다. 2009년 남한의 총 쌀 생산량은 1990년 560만 6천 톤에서 491만 6천 톤으로 감소했다. 논 면적은 1990년 124만 4천 헥타르에서 2009년 92만 4천 헥타르로 감소했다. 관개 밭에 의한 한국의 쌀 재배는 계단식보다 생물다양성이 높으며, 양호한 관리를 통합할 필요성이 농촌 인력 감소의 가능한 해결책으로 인식되어 왔다.

#### 한국으로의 쌀 수입
1990~1994년 사이 한국은 매년 국내 쌀 생산량의 평균 22~30%를 시장가격의 1.2배 수준으로 매입하여 쌀 공급과잉을 초래하였다. 1993년 우루과이라운드 협상과 1995년 세계무역기구 설립을 계기로 한국은 국제공약에 발맞추어 쌀 지원금을 축소하기 시작하였다. 이에 따라 2004년 한국의 쌀 지원금은 1995년 21.8조 원에서 14.9조 원으로 감소하였다. 한국의 쌀 공급과잉 현상이 지속되고 있다. 관련 국제협약에 따라 한국은 매년 일정량의 쌀을 중국, 미국 등으로부터 수입해야 한다. 미국의 수입쌀은 일주일 단위로 경매가 진행된다. 2022년 9월 9개월여의 공백을 깨고 2023년 6월 경매가 재개되었다.

#### 보리
식량난 속에서 보리는 한국에서 쌀의 중요한 대체품이었다. 쌀 생산과 밀 수입의 증가로 보리는 한국의 주요 식량 작물로서의 지위를 잃었다. 한국의 보리 재배 면적은 1970년 73만 헥타르에서 2006년 5.7 헥타르로 감소했다. 한국 보리 수요의 80%는 가공용이며 주로 수입되며 인간 소비 수요는 전체 수요의 15%에 불과하다. 역사적으로 한국 정부는 보리에 대해 쌀과 동일한 고가격 정책을 채택했다. 1993년 우루과이 라운드 협상 이후 보리 시장은 자유화되었다. 1990년부터 2011년까지 한국의 보리 자급률은 96.1%에서 22.5%로 하락했다.

#### 콩
한국은 연간 130~160만 톤의 콩 수요를 가지고 있으며, 수입에 크게 의존하고 있다. 한국에서 콩은 주로 사료 가공에 사용되며, 식용 콩 소비는 전체 생산량의 3.97%에 불과하다. 역사적으로 한국은 콩 생산을 활성화하기 위해 정부의 시중 가격 초과 구매를 시행하였다. 쌀 공급이 수요를 초과하는 문제를 완화하기 위해 한국 정부도 농민들이 자신의 논에서 콩을 재배하도록 장려하고, 논에서 콩 구매 가격을 쌀 재배로 인한 소득 수준으로 설정하였다. 한국의 수입 자유화 정책 시행으로 정부 조달이 크게 축소되었다. 1966년 99.4%까지 높았던 한국의 콩 자급률은 1969년부터 꾸준히 하락하기 시작하여 2011년에는 6.4%에 그쳤다.

#### 옥수수
옥수수 역시 한국 정부가 사들여 비축하고 있는 상품 중 하나다. 한국의 옥수수 소비는 거의 전적으로 가공용이며, 식품 소비는 전체 소비의 0.9%에 불과하다. 한국의 옥수수 생산은 매우 저조하며, 2011년 기준으로 옥수수 자급률은 0.8%에 불과하다.

#### 밀
밀은 남한에서 시장 자유화의 영향을 가장 먼저 받은 작물이었다. 1966년 우리나라의 밀 자급률은 43.4%였다. 그 후 해마다 빠르게 하락하여 1972년부터는 남한의 밀 자급률이 10% 아래로 떨어졌다. 1984년 정부는 밀 수매 프로그램을 중단하였다. 이후 남한의 밀 자급률은 1%에도 미치지 못하고 거의 전량 수입에 소비를 의존하고 있다. 남한의 주요 밀 공급국은 미국, 호주, 캐나다 등이다.

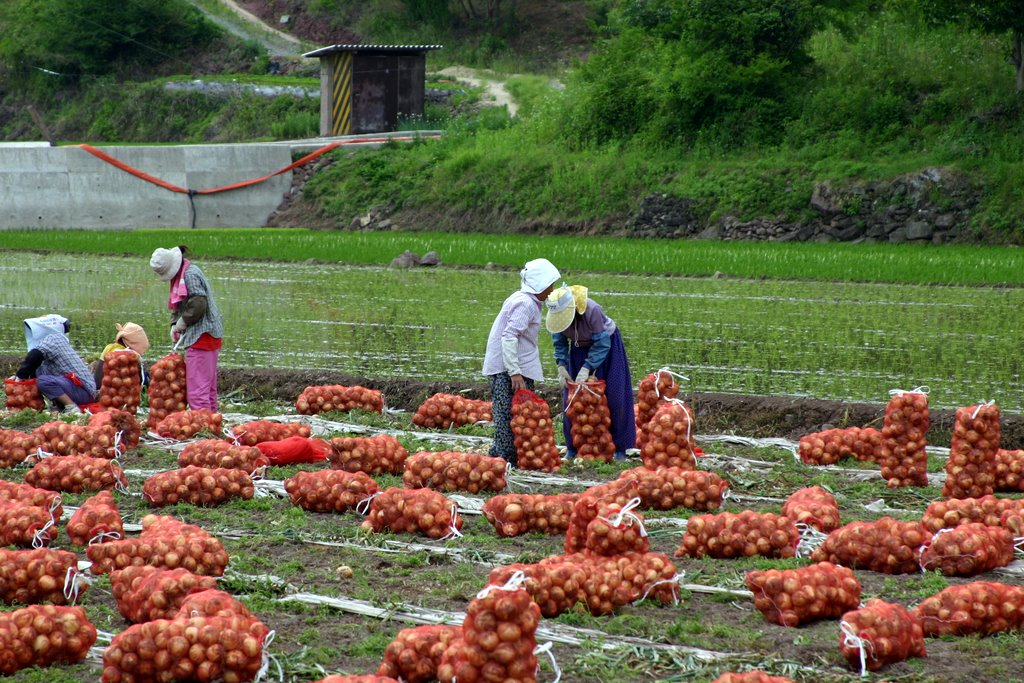
한국, 안동 고하리에서의 양파 수확

#### 원예 및 특용작물
기술 진보와 온실 채소 면적의 증가로 인해 전체 채소 및 과일 생산량은 증가하고 있지만, 세계 무역기구 가입 이후 채소 및 과일 면적은 감소하고 있다. 2009년 한국의 채소 및 과일 면적은 각각 28만 헥타르, 15만 7천 헥타르이며, 생산량은 각각 130만 톤, 288만 톤이다. 농산물 자유화로 인해 채소 및 과일 산업의 생산액이 전체 농산물 생산액에서 차지하는 비중은 감소하는 추세이다. 채소의 경우 1995년 46.7%에서 2009년 18.3%로 감소했다. 과일의 경우 1995년 11.7%에서 2009년 8.5%로 감소했다. 2023년 조사된 한국 채소 시장에서 특정 주요 작물(배추, 마늘, 무)에 대한 가격 변동은 국내 생산량 수준에 기인한 것으로 판단된다. 이에 반해 말린 고추 및 양파의 변동은 수출입 수준의 변화와 관련이 있다. 가격 반응의 패턴이 균일하지 않다.
남한의 화훼 재배 면적은 생산 관여 면적 대비 양의 값을 보이고 있다. 2009년 남한의 화훼 생산은 전체 농업 면적의 0.4%에 불과했으나 농업 생산액 전체의 2.6%에 그쳤다.
한국의 인삼 재배는 1997년 이후 지속적으로 증가하고 있다. 2009년 인삼 재배면적은 19,702ha로 1996년 대비 2.7배 증가한 27,460톤을 재배하였다.

### 동물성 제품

#### 일반
1990년부터 2009년까지 남한의 1인당 육류 소비량은 연평균 3.3%씩 성장하였다. 같은 기간 육류 생산량은 연평균 2.6%씩 성장하였다. 수요와 공급의 괴리로 육류 수입이 증가하였다.
한국의 육류 생산액은 1990년 3조 9516억 원에서 2009년 16조 4840억 원으로 증가했다. 같은 기간 농업 생산액에서 차지하는 비중은 25.3%에서 39.9%로 증가했다. 2005년 이후 한국의 축산업 가치는 쌀을 능가하기 시작했다. 2009년 한국의 총 농업 생산액에서 축산물이 차지하는 비중은 돼지고기 33.2%, 쇠고기 24.8%, 닭고기 12.3%, 우유 10.5%, 계란 8.2%였다.

#### 쇠고기
외환위기 이전까지 한국 육우의 개체수는 증가하여 1996년에는 약 280만 마리에 이르렀다. 외환 위기와 우루과이 라운드 협상에 따른 한국산 쇠고기 수입 전면 자유화의 결과로 2001년에는 약 140만 마리로 육우가 감소하였다. 이후 수요도 증가하면서 육우의 개체수는 점차 증가하기 시작하였다. 세계무역기구 가입이라는 난제를 해결하기 위해 한국 정부는 전문 소 농장의 규모와 수를 확대하고자 하였다. 50마리 이상의 육우 전문 농장은 1990년 956개에서 2009년에는 11,148개로 증가하였다. 같은 기간 육우의 수는 88,505마리에서 69만 6,139마리로 증가하였다. 동시에 소가 10마리 이하인 소규모 농가의 수가 크게 감소하는 개발도 병행되었다. 농장에서 사육되는 평균 육우의 수는 1990년 2.6마리에서 2009년 10.6마리로 증가하였다.
국민 소득 증가에 따라 한국의 1인당 연간 쇠고기 소비량은 1990년 4.1kg에서 2003년 8.1kg으로 증가하였다. 2000년까지 50%를 상회하던 쇠고기 자급률은 2001년 42.8%로 하락하였다. 2003년에는 36.2%로 더욱 하락하였다. 2003년 12월 미국에서 발생한 소 해면상뇌증(BSE)의 영향으로 한국의 쇠고기 소비량은 감소하기 시작하였다. 2005년에는 1인당 연간 쇠고기 소비량이 6.6kg으로 감소하였다. 2009년에는 1인당 연간 쇠고기 소비량이 8.1kg으로 서서히 회복되었다. 한국의 쇠고기 자급률은 2009년에 50%로 복귀하였다.
BSE는 한국산 쇠고기의 수입 믹스에 중요한 영향을 미쳤다. BSE가 발생하기 전까지 한국은 미국산 쇠고기의 60% 이상을 수입했다. 2009년 한국의 전체 쇠고기 수입에서 호주산 쇠고기 수입이 차지하는 비중은 59.0%인 반면, 미국산 쇠고기 수입 비중은 25.3%로 감소했다.

#### 우유

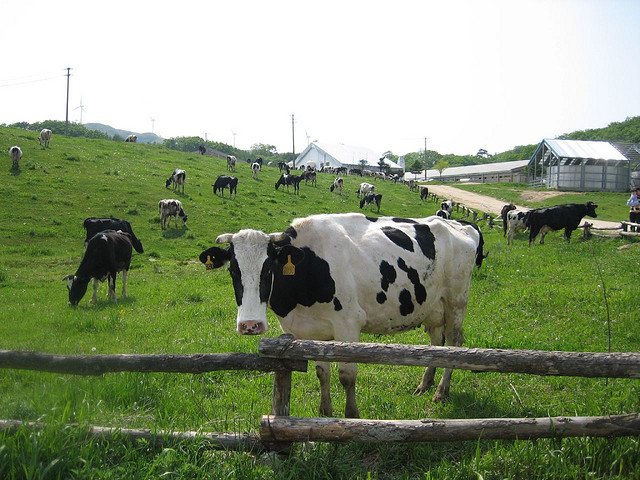
2007년 5월 대관령 동부산간지대의 높은 지대(해발 800m)에서 소들이 풀을 뜯고 있다

낙농산업 전체로 보면 남한의 낙농농가와 젖소 수는 감소 추세에 있다. 그러나 젖소 1인당 생산되는 우유의 증가로 우유 생산량은 지속적으로 증가해 왔다. 1990년부터 2009년까지 젖소가 50마리 이상인 낙농 전문 무리의 수는 659개에서 44,068개로 증가하였다. 동기간 젖소 수는 57,455개에서 366,114개로 증가하였다. 전체 농가 수에서 낙농 전문 농장이 차지하는 비율은 1990년 2.0%에서 2009년 65.1%로 증가하였다. 동기간 전체 젖소 수 대비 젖소 수를 사육하는 비율은 11.4%에서 82.3%로 증가하였다.
한국의 우유 소비량은 1990년 1인당 42.8kg에서 2002년 64.2kg으로 2002년까지 전년 대비 증가를 보였다. 2003년에는 특히 치즈, 분유, 냉동 우유 및 버터를 중심으로 유제품이 증가하기 시작했다. 한국의 우유 자급률은 1995년 90.1%에서 2009년 69.5%로 떨어졌다. 우유 자급률은 2014년부터 꾸준히 하락하여 2021년까지 45.7%를 기록했다.

#### 돼지고기
돼지 전문 농가를 향한 일반적인 움직임이 있었다. 돼지고기 생산액이 남한 전체 축산에 기여하는 비중은 30% 정도에 머물고 있다. 2000년 이후에는 만성적인 돼지 질병의 확산으로 인해 소규모 양돈 농가가 점차 감소하였다. 1990년에서 2009년 사이에 전체 양돈 농가에서 돼지 전문 농가가 차지하는 비율은 0.3%에서 39.57%로 증가하였다. 같은 기간 전체 양돈 농가에서 돼지를 사육하는 비율은 23.3%에서 86.5%로 증가하였다. 그 결과 해당 기간 남한의 농장에서 사육하는 돼지의 평균 수는 약 34마리에서 약 1,204마리로 증가하였다.
일인당 연간 돼지고기 소비량은 1990년 11.8kg에서 2009년 19.1kg으로 해마다 증가하고 있다. 2022년까지 일인당 연간 돼지고기 소비량은 28.5kg으로 증가하였다. 1990-2009년 사이 한국의 돼지고기 자급률은 99.5%에서 2009년 78.9%로 하락하였다. 1997년 7월부터 한국은 돼지고기 수입을 완전히 자유화하기 시작하였다. 동시에 한국은 일본, 필리핀, 러시아, 몽골 등의 국가에 돼지고기를 수출하였다.

#### 닭과 달걀
닭고기 산업은 1989년에서 2006년 사이 닭고기 산업의 집중도가 15%에서 80%로 증가하면서 남한의 모든 축산업을 통틀어 가장 많은 인수합병을 한 산업이다. 기간 말 산업의 가치는 2조 2,0229억 원으로 나타났다. 남한 축산업의 12.3%를 차지하였으며, 육계의 남한 자급률은 87.0%로 나타났다.
1990~2009년 전체 닭 생산 농가 중 1만 마리 이상의 암탉을 키우는 전문 농가의 비율은 26.7%에서 80.0%로 증가했다. 이들 전문 농가가 사육하는 전체 닭 생산 농가 대비 전체 암탉 비율은 같은 기간 73.7%에서 96.6%로 증가했다. 당시 농가의 평균 사육 암탉 수는 10,491마리에서 37,325마리로 증가했다. 2009년 남한의 달걀 생산량은 579,276톤으로 자급률은 99.7%였다.

## 농업보호정책
정책 목표는 다음과 같다.
- '균형가격' 제도(비용+비농산물 가격이 동기간 변동)를 추진하여 농산물 구매가격을 높인다.

- 농산물과 농기계의 유통 여건을 개선한다. 농산물 거래 시장이 다수 개설되어 농업인에게 농기계 보조금이 교부되고 있다.

- '농업 산업 지역' 계획의 수립을 추진한다. 인구 20만명 미만의 군·읍 농촌지역에는 공장과 기업을 세울 '민간' 자본을 유치하기 위해 부지를 선정하고 기반시설 공사를 진행해 지역 농업 비중을 줄일 것이다.

- 농촌의 산업구조와 농업구조를 조정한다. 정부는 산업구조 조정에 많은 투자를 하여 2차, 3차 산업의 발전, 과학적 영농 지도, 농산물의 심급가공 지원, 농산물 순환시설 개선 등에 주력하고 있다.

- 인프라를 개선한다. 한국 정부는 자국의 농업을 보호하고 발전을 지원하기 위해 농업협회의 발전 지원, 농업 차관 증대, 외국산 농산물 수입 제한 등의 조치를 채택했다.

## 생산 수치
2018년 한국의 농산물 생산량은 다음과 같다. 수백만 톤으로 측정된 주요 생산품은 쌀(세계 15위 생산국) 5.1, 채소 3.3, 양배추(중국, 인도, 러시아에 이어 세계 4위 생산국) 2.5, 양파(세계 13위 생산국) 1.5였다.
수천 톤으로 측정된 2018년의 다른 농산물은 귤 646, 감자 553, 수박 534, 사과 475, 감(중국과 스페인 다음으로 세계에서 세 번째로 큰 생산국) 346, 토마토 344, 오이 333, 마늘 331, 호박 321, 고구마 314, 고추 230, 딸기(세계에서 일곱 번째로 큰 생산국) 213, 복숭아 205, 배 203, 포도 177, 멜론 167였다.
또 그 해에는 다른 농산물의 생산량이 적었다.

## 대한민국 농업 외교

### 대한민국의소프트 파워와공공 외교
적어도 2016년부터, 한국이 그들의 자원을 사용하여 건설적이고 창조적인 외교 정책 옵션을 제시하는 제안된 "소프트 파워" 외교와 대조적으로, 서구의 "중도 주의" 개념의 적용은 한국에 잘 맞지 않는다는 비판을 받아왔다. 그 이전에는, 주요 문화적 영향력으로서의 한국에 대한 인식이 너무 불만족스러워서, 2008년에 한국 문화의 하향식 홍보를 담당하는 국가 이미지 위원회가 해체되었다. 한류의 성공으로, 정부의 문화 지원은 주로 하향식 활동에서 벗어나, 2003년부터 한국문화산업교류재단과 함께 민간 단체와 협력하는 것으로 바뀌었다. 문화 외교는 영향력에 대한 광범위한 접근의 일환으로 문화적 전시와 교류를 의미하게 되었다. 중국 일대일로 정책에는 한국(특히 아프리카에 대한 영향력과 지원은 한국의 K-라이스벨트 사업에 의해 더욱 확대됨)이 포함된다.
2023년 5월 일본 히로시마에서 열린 G7 회의에서 한국은 식량 위기에 처한 국가들에 대한 지원을 확대하겠다고 약속했고, 그렇게 했다. K-라이스벨트 이니셔티브를 포함하여, 2024년 한국의 해외 개발 원조 예산은 53억 달러이다. 이것은 한국을 세계에서 가장 관대한 10위 안에 들게 할 것이다.

### K-라이스벨트 프로젝트
윤석열 대통령의 2023년 K-라이스벨트 계획은 특별히 한국이 외부의 도움이 필요할 때 다른 사람들이 도와주었기 때문에 만들어졌다. 이제 한국은 도움이 필요한 다른 사람들을 도울 자원과 호의를 가지게 되었다. K-라이스벨트 프로젝트는 한국이 아프리카 국가들이 값비싼 수입 쌀에 대한 의존도(현재 총 요구량의 40%)를 줄이고 자국을 위해 점점 더 잘 성장할 수 있도록 돕는 것이다. 2023년 7월 현재, 한국 정부는 이 프로젝트에 4년간 1,000억원의 예산을 매년 1만 톤의 볍씨를 전달하는 것을 목표로 하고 있다. 이것들은 특정한 아프리카 기후 조건에 적응하여 특별히 개발된 생산성 높은 종자(3배 또는 4배 생산성이 있는)로 해당 국가의 새로운 한국 시설에서 재배될 것이다. 이 계획에 처음으로 참여한 8개국은 카메룬, 감비아, 가나, 기니, 기니비사우, 케냐, 세네갈 그리고 우간다였다. 이 프로젝트의 일부로, 한국 정부는 기계를 공급하고 노하우와 기술을 공유할 것이다. 목표는 소규모 농부들을 돕는 것이다. 2023년 10월 16일, 시에라리온은 한국과 양해각서를 체결함으로써 이 계획에 참여한 9번째 아프리카 국가가 되었다. 2023년 10월 23일, 코트디부아르와의 파트너십이 K-라이스벨트 프로젝트의 일부로 발표되었다. 신품종 벼는 아프리카 현지 품종과의 교배종으로 세네갈의 한 연구시설에서 개발됐다. 높은 수확량의 쌀은 알맞은 조건에서 일년에 두 번 수확될 수 있다. 처음에 이용 가능했던 성공적인 잡종은 ISRIZ-6, ISRIZ-7, ISRIZ-8이었다.

### 농업 - 우크라이나 원조
한국은 2023년 9월 우크라이나 농업 지원을 위해 500만 달러 상당의 비료를 제공하기로 약속했다. 이번 전달은 미국 국제개발처(USAID)와 협력해 진행될 예정이다.

### 녹색 디지털 경제 플랫폼(GDEP)
GDEP는 인도네시아의 농부들이 농업 및 탄소 거래 정보에 접근할 수 있도록 개발하기로 합의된 디지털 플랫폼이다. 이 플랫폼은 한국과 인도네시아 정부의 공동 이니셔티브이다. 2023년 9월부터 1천만 명의 인도네시아 농부들이 플랫폼에 접근하여 AI로부터 혜택을 받을 수 있도록 시범 계획을 운영하는 것을 목표로 하였다. 기술 교육은 이 프로젝트의 일부로, 플랫폼에 10억 달러(약 10조 원)를 투자할 것으로 예상된다. 최종 사용자는 인도네시아의 6천 2백만 명의 소규모 농부가 될 것이다.

## 같이 보기
- 대한민국의 지리
- 대한민국 농림축산식품부
- 대한민국 산림청

## 참조
1. ↑  Pan, Weiguang (2013). 《Korean Agriculture》. Agricultural publishing house agriculture press. ISBN 9787109186644.
2. ↑  Li, Haibo (2005). “National support experience for the development of agricultural mechanisation in Korea”. 《Rural Agriculture Farmers》.
3. ↑  He, Anhua; Chen, Jie (2014). “Strategies and policy measures to secure food supply in Korea”. 《World Agriculture》 (2014–11).
4. ↑  Xu, Yao; Wen, Jian (2011). “Directions for agricultural development and policy adjustment in Korea”. 《Business》. 2011-8.
5. ↑  Yoon, Cheolho; Lim, Dongsup; Park, Changhee (July 2020). “Factors affecting adoption of smart farms: The case of Korea”. 《Computers in Human Behavior》 (영어) 108: 106309. doi:10.1016/j.chb.2020.106309. S2CID 213868305.
6. ↑  Gao, Huanxi (2007). “A brief discussion on the importance of agriculture in Korea and its inspiration”. 《East China Economic Management》. 2007-3.
7. ↑  Tao, Weimin (2006). “Korean Agriculture”. 《Hunan Agricultural Machinery》. 2006-4.
8. ↑  “agriculture”. Federal Research Division of the Library of Congress. 2015년 7월 29일. 2017년 7월 9일에 원본 문서에서 보존된 문서. 2023년 6월 2일에 확인함.
9. ↑  “Agricultural policy monitoring and evaluation”. 2015년 7월 29일.
10. ↑  Bae, Kidong; Bae, Christopher J; Kim, Jong Chan (2013). “Reconstructing Human Subsistence Strategies During the Korean Neolithic: Contributions from Zooarchaeology, Geosciences, and Radiocarbon Dating”. 《Radiocarbon》 55 (3): 1350–1357. Bibcode:2013Radcb..55.1350B. doi:10.1017/S0033822200048268. S2CID 55421302.
11. ↑  Shin, S.C., Rhee, S.N. and Aikens, C.M., 2012. Chulmun Neolithic intensification, complexity, and emerging agriculture in Korea. Asian Perspectives, pp.68-109.
12. ↑  PYŎNG-SAM, H.A.N., 1974. Neolithic Culture of Korea. Korea Journal, 14(4), pp.12-17.
13. ↑  Jaehoon, L., 2017. Agricultural practice on the Korean Peninsula taking into account the origin of rice agriculture in Asia. Archaeology, Ethnology & Anthropology of Eurasia, 45(1), pp.36-48.
14. ↑  Ahn, Sung-Mo (June 2010). “The emergence of rice agriculture in Korea: archaeobotanical perspectives”. 《Archaeological and Anthropological Sciences》 2 (2): 89–98. doi:10.1007/s12520-010-0029-9. S2CID 129727300. ProQuest 2401553337. |id=에 templatestyles stripmarker가 있음(위치 1) (도움말)
15. ↑  Choi, Won (2011). 《Emergence of Agricultural Society: A Chronological Review of the Early and Middle Bronze Age on the Korean Peninsula》 (학위논문). 199쪽. ProQuest 936848323. |id=에 templatestyles stripmarker가 있음(위치 1) (도움말)
16. ↑  Kim, Minkoo (August 2015). “Rice in ancient Korea: status symbol or community food?”. 《Antiquity》 89 (346): 838–853. doi:10.15184/aqy.2015.52. S2CID 154764867. Gale A428624598. |id=에 templatestyles stripmarker가 있음(위치 1) (도움말)
17. ↑  Kim, Minkoo; Ahn, Sung–Mo; Jeong, Youjin (December 2013). “Rice (Oryza sativa L.): Seed–Size Comparison and Cultivation in Ancient Korea”. 《Economic Botany》 67 (4): 378–386. doi:10.1007/s12231-013-9253-4. JSTOR 43304375. S2CID 255560626. ProQuest 1468533634. |id=에 templatestyles stripmarker가 있음(위치 1) (도움말)
18. ↑  At page 464 in Encyclopaedia Korea its land, people and culture of all ages (1960) Hakwon-sa Ltd, under Agronomy.
19. ↑  At page 464 in Encyclopaedia Korea its land, people and culture of all ages (1960) Hakwon-sa Ltd, under Agronomy.
20. ↑  Zhang, Weiwen; Wu, Yuzhe. “韩国土地政策沿革及其对我们的启示” [History of Korean Land Policy and Its Implications for Us]. 《北京市科学技术出版有限公司》: 26–29.
21. ↑  Jeong-Sup, Yeom (March 2003). “Characteristics of Agricultural Techniques in 18th and 19th Century Joseon Dynasty”. 《Korea Journal》 43 (1): 204–232.
22. ↑  Encyclopaedia Korea its land, people and culture of all ages (1960) Hakwon-sa Ltd, under Agronomy (at 465)
23. ↑  Bae, Jae Soo; Kim, Yeon-Su (2020년 12월 10일). “History Lessons from the Late Joseon Dynasty Period of Korea: Human Technology (Ondol), Its Impacts on Forests and People, and the Role of the Government”. 《Forests》 11 (12): 1314. doi:10.3390/f11121314.
24. ↑  “Veritable records of the Joseon dynasty”. 2021년 6월 29일에 확인함.
25. ↑  Encyclopaedia Korea its land, people and culture of all ages (1960) Hakwon-sa Ltd, under Land Exploitation (at 92-3)
26. ↑  At 93 in Encyclopaedia Korea its land, people and culture of all ages (1960) Hakwon-sa Ltd, under Land Exploitation
27. ↑  At 95 in Encyclopaedia Korea its land, people and culture of all ages (1960) Hakwon-sa Ltd, under Japanese Capital. See Table Production of Rice and Volume of Export 1912-1940.
28. ↑  At 95 in Encyclopaedia Korea its land, people and culture of all ages (1960) Hakwon-sa Ltd, under Japanese Capital (at 95)
29. ↑  Encyclopaedia Korea its land, people and culture of all ages (1960) Hakwon-sa Ltd, under Farmers’ Plight (at 95)
30. ↑  At 465 in Encyclopaedia Korea its land, people and culture of all ages (1960) Hakwon-sa Ltd, under Agronomy.
31. ↑  Encyclopaedia Korea its land, people and culture of all ages (1960) Hakwon-sa Ltd, under Land Reform at 102
32. ↑  See page 6 Land Reform Programs in East and Sotheast Asia: a comparative approach Antonio J Ledesma Research Paper No 69, November 1976 ISSN , 0084-0815 University of Wisconsin.
33. ↑  Moon, P.Y., 1988. Agricultural Policy Reforms in South Korea: Motivations, Features and Effects (No. 993-2016-77645, pp. 430-443).
34. ↑  At page 239 Encyclopaedia Korea its land, people and culture of all ages (1960) Hakwon-sa Ltd, under Utilization of Land
35. ↑  At page 248 in Encyclopaedia Korea its land, people and culture of all ages (1960) Hakwon-sa Ltd, under Agricultural Financing and Farmers' Cooperatives.
36. ↑  Page 243 in Encyclopaedia Korea its land, people and culture of all ages (1960) Hakwon-sa Ltd, under Industries, Agriculture
37. ↑  At pages 248-9 in Encyclopaedia Korea its land, people and culture of all ages (1960) Hakwon-sa Ltd, under Forestry
38. ↑  Moon, P.Y., 1988. Agricultural Policy Reforms in South Korea: Motivations, Features and Effects (No. 993-2016-77645, pp. 430-443).
39. ↑  “history”. 《Nonghyup》. 2022년 8월 13일에 원본 문서에서 보존된 문서. 2020년 12월 9일에 확인함.
40. ↑  Moon, P.Y., 1988. Agricultural Policy Reforms in South Korea: Motivations, Features and Effects (No. 993-2016-77645, pp. 430-443).
41. ↑  At 434-5 in Moon, P.Y., 1988. Agricultural Policy Reforms in South Korea: Motivations, Features and Effects (No. 993-2016-77645, pp. 430-443).
42. ↑  “Corporate land ownership in Korea is steadily increasing”. 2020년 10월 27일.
43. ↑  Moon, P.Y., 1988. Agricultural Policy Reforms in South Korea: Motivations, Features and Effects (No. 993-2016-77645, pp. 430-443).
44. ↑  Pan, Weiguang (2013). 《Korean Agriculture》. Agricultural publishing house agriculture press. ISBN 9787109186644.
45. ↑  Zhang, Weiwen; Wu, Yuzhe. “韩国土地政策沿革及其对我们的启示” [History of Korean Land Policy and Its Implications for Us]. 《北京市科学技术出版有限公司》: 26–29.
46. ↑  Rizwanullah, M., Mao, J., Jia, T. and Nasrullah, M., 2023. Are climate change and technology posing a challenge to food security in South Korea?. South African Journal of Botany, 157, pp.167-173.
47. ↑  Choi, W.S. and Lee, S.H., 2023. Market Structure Analysis Using Changes in the Number of Farms and Farm Income: In the Case of Korea. Agriculture, 13(7), p.1399.
48. ↑  Kim, Y. and Lee, J.Y., 2020. Effects of Government Payments on Agricultural Productivity: The Case of South Korea. Sustainability, 12(9), p.3505.
49. ↑  “Agriculture”. Federal Research Division of the Library of Congress. 2015년 8월 7일에 확인함.
50. ↑  “South Korea: Grain and Feed Update | USDA Foreign Agricultural Service”. 《fas.usda.gov》 (영어). 2023년 7월 3일. 2023년 11월 7일에 확인함.
51. ↑  “koreanherald.com”. 《www.koreanherald.com》. 2020년 12월 10일에 확인함.
52. ↑  “South Koreans are eating more bread than rice and noodle.”. 《The Straits Times》. 2018년 1월 12일. 2020년 12월 9일에 확인함.
53. ↑  “FAO.org”. 《www.fao.org》. 2023년 10월 28일에 확인함.
54. ↑  22 November 2011, as amended through to 26 July 2017
55. ↑  Article 5
56. ↑  Article 6
57. ↑  Article 7
58. ↑  Article 10
59. ↑  Article 20
60. ↑  Article 14
61. ↑  Article 14
62. ↑  Oh, Joo-seok; Kim, Sei-yong (December 2017). “Enhancing urban agriculture through participants' satisfaction: The case of Seoul, Korea”. 《Land Use Policy》 69: 123–133. doi:10.1016/j.landusepol.2017.04.053. ISSN 0264-8377.
63. ↑  Joo-seok Oh; Sei-yong Kim Enhancing urban agriculture through participants’ satisfaction: The case of Seoul, Korea Land Use Policy Volume 69, 2017, Pages 123-133,
64. ↑  “Korea to invest 248 billion won in smart farming in 2020”. 《The Korean Times》. 2019년 9월 3일. 2020년 12월 9일에 확인함.
65. ↑  Susan A. O'Shaughnessy, Minyoung Kim, Sangbong Lee, Youngjin Kim, Heetae Kim, John Shekailo Towards smart farming solutions in the U.S. and South Korea: A comparison of the current status 2021 Geography and Sustainability  Volume 2 Issue 4 Pages 312-327 https://www.sciencedirect.com/science/article/pii/S2666683921000778#bib0127 Retrieved 26 October 2023
66. ↑  Ministerie van Landbouw, Natuur en Voedselkwaliteit (2022년 10월 19일). “South Korean Government encouraging young farmers and smart agriculture - Nieuwsbericht - Agroberichten Buitenland”. 《www.agroberichtenbuitenland.nl》 (영국 영어). 2023년 11월 5일에 확인함.
67. ↑  “Korea accelerates the development of five new industries”. 2018년 5월 11일.
68. ↑  KOSIS Korean statistical https://kosis.kr/eng/ Retrieved 26 October 2023
69. ↑  Shen, Longjun (2012). 《Korean Agricultural Cooperative Society Theory》. 北京理工大学出版社. ISBN 9787564067502.
70. ↑  Tao, Weimin. “韩国农业” [Korean Agriculture]. 《湖南农机》: 4.
71. ↑  Yi, Zhongyi; Cao, Guangqiao (2005). “Financial support policies for the development of agricultural mechanization in Korea and the significance of the lessons learned”. 《World Agriculture》. 2005-8.
72. ↑  “South Korea: grain self-sufficiency rate 2020”. 《Statista》 (영어). 2023년 11월 11일에 확인함.
73. ↑  Seok-min, Oh (2023년 1월 4일). “S. Korea seeks to hike food self-sufficiency rate to 55 pct in 5 years”. 《Yonhap News Agency》 (영어). 2023년 11월 11일에 확인함.
74. ↑  H.C. Park, C.H. Oh Flora, life form characteristics, and plan for the promotion of biodiversity in South Korea's globally important agricultural heritage system, the tradition Gudeuljang irrigated rice terraces in Cheonsando  J. Mt. Sci., 14 (6) (2017), pp. 1212-1228
75. ↑  “policy”. Us Department of Agriculture. 2015년 7월 29일. 2017년 12월 7일에 원본 문서에서 보존된 문서. 2023년 12월 24일에 확인함.
76. ↑  Meng, Pei; Tong, Jian (2003년 2월 25일). “Balance in the opening of Korean rice”. 《Farmers' Journal》.
77. ↑  US Department of Agriculture 3 July 2023, Attaché Report (GAIN)  KS2023-0010
78. ↑  Qiao, Y., Kang, M. and Ahn, B.I., 2023. Analysis of Factors Affecting Vegetable Price Fluctuation: A Case Study of South Korea. Agriculture, 13(3), p.577.
79. ↑  Pan, Weiguang (2013). 《Korean Agriculture》. Agricultural publishing house agriculture press. ISBN 9787109186644.
80. ↑  Pan, Weiguang (2013). 《Korean Agriculture》. Agricultural publishing house agriculture press. ISBN 9787109186644.
81. ↑  “policy”. Us Department of Agriculture. 2015년 7월 29일. 2017년 12월 7일에 원본 문서에서 보존된 문서. 2023년 12월 24일에 확인함.
82. ↑  Zhang, Li (2012). “Study on the development of livestock farming in Korea”. 《World Agriculture》. 2012-12.
83. ↑  “Animal Product Markets”. Us Department of Agriculture. 2015년 7월 29일. 2017년 7월 9일에 원본 문서에서 보존된 문서. 2023년 6월 2일에 확인함.
84. ↑  Zhang, Li (2012). “Study on the development of livestock farming in Korea”. 《World Agriculture》. 2012-12.
85. ↑  “South Korea: milk self-sufficiency rate 2021”. 《Statista》 (영어). 2023년 11월 10일에 확인함.
86. ↑  “South Korea: per capita pork consumption 2022”. 《Statista》 (영어). 2023년 11월 11일에 확인함.
87. ↑  Zhang, Li (2012). “Study on the development of livestock farming in Korea”. 《World Agriculture》. 2012-12.
88. ↑  “Animal Product Markets”. Us Department of Agriculture. 2015년 7월 29일. 2017년 7월 9일에 원본 문서에서 보존된 문서. 2023년 6월 2일에 확인함.
89. ↑  Pan, Weiguang (2013). 《Korean Agriculture》. Agricultural publishing house agriculture press. ISBN 9787109186644.
90. ↑  Pan, Weiguang (2013). 《Korean Agriculture》. Agricultural publishing house agriculture press. ISBN 9787109186644.
91. ↑  Pan, Weiguang (2013). 《Korean Agriculture》. Agricultural publishing house agriculture press. ISBN 9787109186644.
92. ↑  South Korea production in 2018, by FAO
93. ↑  Chapnick, A., 1999. The middle power. Canadian Foreign Policy Journal, 7(2), pp.73-82.
94. ↑  Kim, S.M., 2016. South Korea's middle-power diplomacy: Changes and challenges. London: Chatham House.
95. ↑  Kang, H., 2018. Contemporary cultural diplomacy in South Korea: Explicit and implicit approaches. In Cultural Diplomacy: Beyond the National Interest? (pp. 79-93). Routledge/ International Journal of Cultural Policy 2015 Vol. 21, No. 4, 433–447
96. ↑  Kang in IJCP at 441
97. ↑  “DevelopmentAid”. 《DevelopmentAid》 (영어). 2023년 11월 22일에 확인함.
98. ↑  Choi, Soo-Hyang (2023년 7월 6일). “South Korea to help Africa cut dependence on rice imports”. 《Reuters》 (영어). 2023년 11월 5일에 확인함.
99. ↑  “South Korea launches ‘K-rice belt’ covering eight countries in Africa – The North Africa Post” (미국 영어). 2023년 11월 5일에 확인함.
100. ↑  Frank (2023년 10월 23일). “Côte d’Ivoire inks MOU with South Korea to boost rice sector - Milling Middle East & Africa Magazine”. 《www.millingmea.com》 (미국 영어). 2023년 11월 12일에 확인함.
101. ↑  World Service BBC Sounds Business Daily The K-rice belt: Seeds for self-sufficiency? released on 6 Dec 2023, presenter/producer David Cann
102. ↑  “USAID and Republic of Korea Partner to Support Ukrainian Agriculture | Press Release”. 《U.S. Agency for International Development》 (영어). 2023년 9월 29일. 2023년 11월 5일에 확인함.
103. ↑  antaranews.com. “Indonesia, S Korea launch platform to develop agricultural sector”. 《Antara News》. 2023년 11월 5일에 확인함.